# Histoire des Juifs en Libye

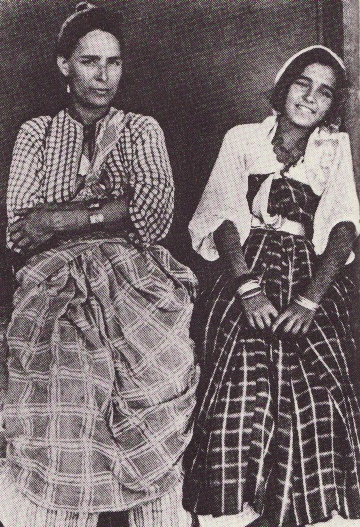
Deux femmes juives de Tripoli en habit traditionnel en 1914.

Vous lisez un « article de qualité » labellisé en 2011.
L'histoire des Juifs en Libye (Hébreu: טְרִיפּו֗לִיטֵאִים, Tripolitaim), la plus petite communauté juive des pays d'Afrique du Nord, remonterait au IIIe siècle avant notre ère lorsque la Cyrénaïque est colonisée par les Grecs.
La conquête musulmane de l'Afrique du Nord fait rentrer la Cyrénaïque et la Tripolitaine dans l'aire de civilisation arabo-islamique et marque durablement l'identité des communautés juives locales dont le statut est désormais régi par la dhimma. Peu de traces de la communauté juive au Moyen Âge nous sont parvenues. En 1551, la côte libyenne est conquise par l'Empire ottoman et la dynastie des Karamanli, largement autonome, gouverne le pays. Le rabbin Shimon Ibn Lavi, descendant de Juifs expulsés d’Espagne, revivifie spirituellement la communauté et établit de nombreuses coutumes encore suivies de nos jours.
Le statut des Juifs s'améliore en 1835, lorsque le pouvoir central ottoman reprend le contrôle direct de la région et supprime progressivement les mesures discriminatoires touchant les Juifs.
La conquête italienne de la Libye en 1911 a une grande influence sur la communauté, tant sur le plan culturel qu'économique, en dépit de sa brièveté. L'italien devient langue de communication chez les Juifs, et leurs activités commerciales prospèrent. Leur situation se dégrade cependant à la fin des années 1930 avec l'orientation antisémite du fascisme en Italie et son alliance avec le Reich allemand. En 1938, les Juifs Libyens sont estimés à environ 60 000 Individus, vivant essentiellement en zone urbaine.
Après guerre, le réveil du nationalisme arabe et les soubresauts du conflit israélo-arabe ont raison d'une présence juive pluri-millénaire. Un pogrom fait plus de cent morts à Tripoli en 1945, alors que le pays est sous administration britannique. Plus de 32 000 Juifs émigrent entre 1949 et 1951, à la suite de la fondation de l'État d'Israël. En 1967, la guerre des Six Jours sonne le glas du restant de la communauté juive, évacuée d'urgence en Italie devant la fureur des foules. Lors de la prise de pouvoir par le colonel Kadhafi en 1969, il reste moins de 600 Juifs en Libye. Le nouveau régime s'attache non seulement à les faire partir mais aussi à effacer toute trace de la présence juive, rasant les cimetières et convertissant les synagogues en mosquées.
La diaspora juive de Libye est actuellement répartie entre Israël et l'Italie, où elle tente de préserver une identité communautaire propre.

## Historiographie

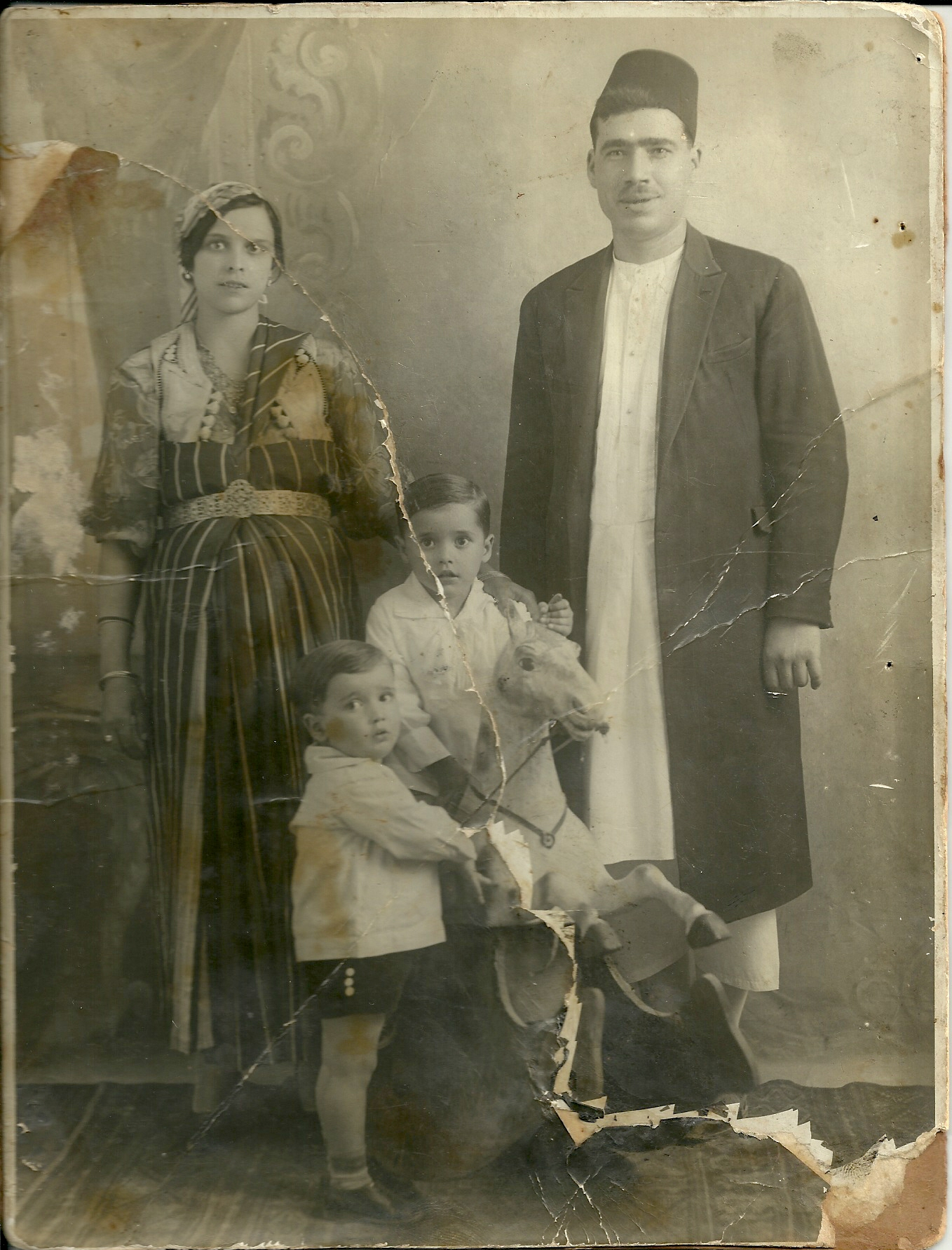
Famille juive de Tripoli

Jusque dans les années 1960-70, la place des Juifs de Libye dans les études portant sur le judaïsme nord-africain est restée extrêmement réduite, d'une part en raison de la taille relativement faible de cette communauté (36 000 âmes en 1948, à comparer avec les communautés marocaines et algériennes fortes respectivement de 250 000 et 130 000 membres) et, d'autre part, à cause de la rareté des documents disponibles à cette époque.
Le travail de deux auteurs précurseurs datant de la première moitié du XXe siècle est de nos jours utilisé pour alimenter la recherche académique sur ce sujet. Les écrits de Mordekhai Ha-Cohen (1856-1929), un humble professeur et colporteur libyen qui fait dans son ouvrage Higgid Mordekhai, écrit en hébreu, une recension de l'histoire, des coutumes et des institutions des Juifs de tripolitaine. Nahum Slouschz, un orientaliste juif d'origine russe, est le premier chercheur à étudier en profondeur la communauté juive libyenne durant son séjour au Maghreb, de 1906 à 1912.
À la fin du XXe siècle et au début du XXIe siècle, quelques chercheurs investissent ce champ de l'histoire juive : Harvey E. Goldberg, un anthropologue et sociologue, s'est intéressé aux aspects culturels et sociologiques de la communauté libyenne sur une période de 30 ans. L'historien Renzo De Felice s'est surtout intéressé à la période de la colonisation italienne en se basant sur des archives italiennes. Rachel Simon, après avoir étudié la période ottomane, a publié sur les Juifs de Libye au XXe siècle. Irit Abramski-Blight du centre Yad Vashem a concentré son travail sur la situation de la communauté durant la Seconde Guerre mondiale. Enfin, Maurice M. Roumani s'est intéressé au départ des Juifs de Libye et à leur intégration dans leurs pays d'accueil.

## Antiquité

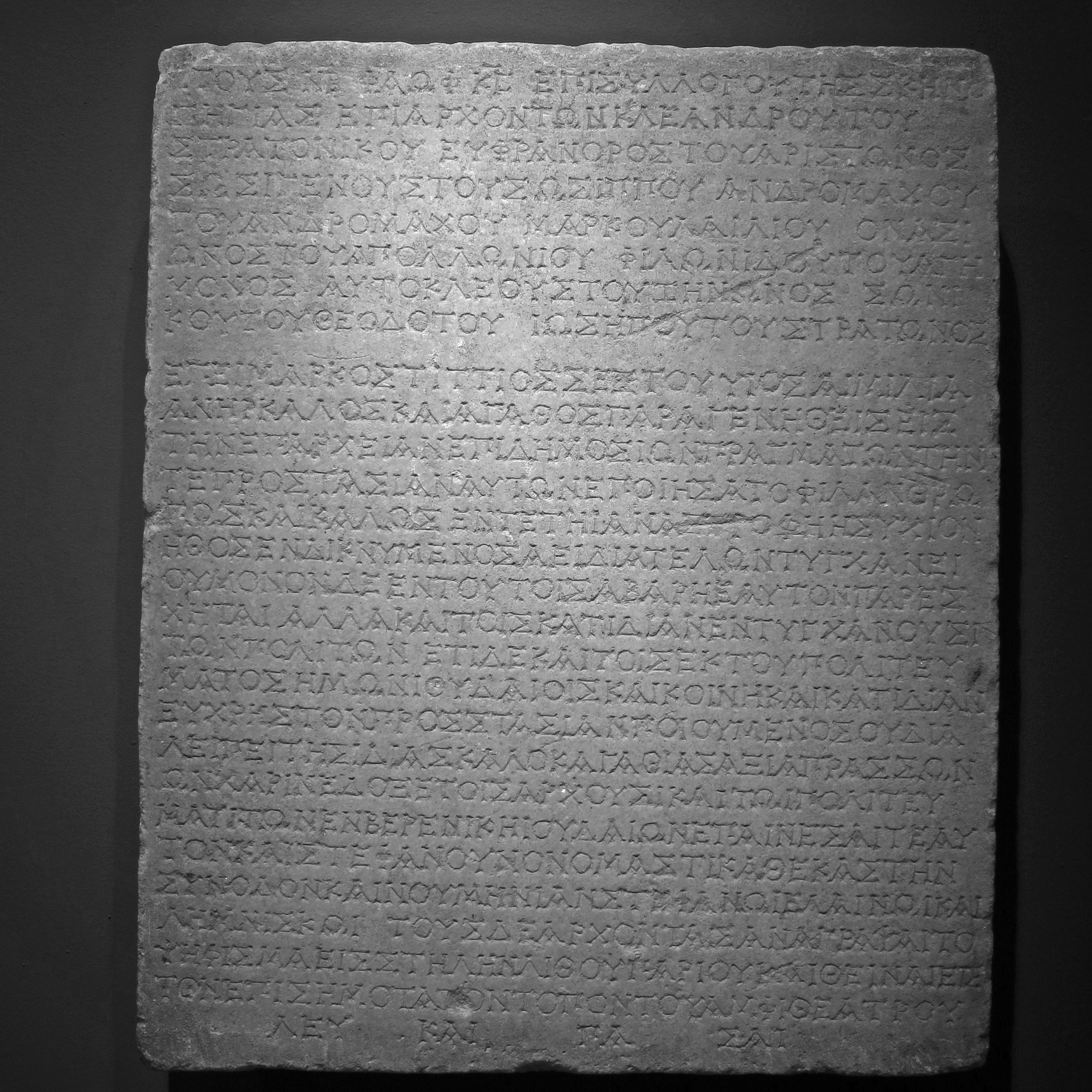
Décret en grec de la communauté (politeuma) des Juifs de Bérénikè (soit à Berenice, ancien nom de Benghazi), à l'époque romaine, en l'honneur du préfet Marcus Titius Sexti, fils de Sextus, le 25 du mois de Phaôph. Musée Saint-Raymond (Toulouse)

La première trace archéologique d'une présence juive sur le territoire de l'actuelle Libye est un sceau retrouvé dans les ruines de Cyrène sur lequel il est écrit en hébreu « לעבדיו בן ישב » soit « De Avadyou fils de Yachav ». Cette pièce n'étant pas datable précisément, on doit se contenter de l'hypothèse qu'elle ait été fabriquée entre les Xe et IVe siècles avant notre ère, période durant laquelle ce type de sceau était en usage.
Flavius Josèphe signale la présence de Juifs à Cyrène au IIIe siècle avant notre ère, indiquant que c'est Ptolémée Ier (305-283) qui a demandé à des Juifs d'Alexandrie de s'y établir pour lui permettre de mieux assurer le contrôle de la région. Au IIe siècle avant notre ère, un Juif nommé Jason de Cyrène rédige une œuvre en cinq volumes qui est plus tard résumée sous la forme du deuxième Livre des Macchabées.
Un siècle plus tard, Strabon, cité par Flavius Josèphe, atteste l’importance de la présence juive : « Il y avait à Cyrène quatre (classes) : les citoyens, les laboureurs, les métèques et les Juifs. Ceux-ci ont déjà envahi toutes les cités... ». Quand la Cyrénaïque devient province romaine en 74 av. J.-C., les Juifs ne bénéficient plus du même statut que sous les Ptolémées et sont victimes de spoliations de la part de la population grecque. L'empereur Auguste intervient alors en leur faveur. Certaines de ces spoliations visent les contributions des Juifs de Cyrénaïque au temple de Jérusalem, contributions desquelles étaient redevables toutes les communautés juives de la diaspora, avant la chute du Temple.
La Bible chrétienne mentionne Simon de Cyrène, porteur de la croix pendant la Passion du Christ (Marc 15:21). Parmi les auditeurs rassemblés à Jérusalem autour des douze Apôtres lors de la Pentecôte, certains viennent « de la Libye voisine de Cyrène » (Actes des Apôtres, 2:10).
La communauté juive de Cyrène est décimée lors de la révolte juive des années 115-117, dont la Cyrénaïque semble être l’un des centres ; la révolte, peut-être suscitée par des espoirs messianiques, s'étend non seulement à la Cyrénaïque mais aussi à Chypre et à l'Égypte. Après le massacre de milliers de Grecs par les Juifs, il semble que la répression menée par le général Quintus Marcius Turbo (selon Eusèbe de Césarée) anéantit la population juive de Cyrénaïque. Elle n’est en tout cas plus mentionnée. En revanche, Augustin d'Hippone signale la présence d'une communauté juive à Oea (Tripoli) au IVe siècle.

## Conquête musulmane
On ne dispose que d'informations très parcellaires sur la présence juive en Tripolitaine et en Cyrénaïque au Moyen Âge. Tripoli est conquise en 642 par les Arabes sur les Byzantins. La région est alors peuplée de tribus berbères et son arabisation n'a lieu que plusieurs siècles plus tard, avec la venue des tribus bédouines hilaliennes au XIe siècle. Conséquence de leur arrivée, l'agriculture recule au profit du nomadisme, et les puissances musulmanes, Mamelouks à l'est, Almohades puis Hafsides à l'ouest, n'arrivent guère à s'implanter dans ces étendues désertiques et tribales qui restent des terres de passage. Comme ailleurs dans le monde musulman, les Juifs en tant que gens du Livre peuvent continuer à pratiquer leur religion mais sont soumis au statut infériorisant de dhimmis.
Les quelques témoignages de la présence juive dans la région à cette époque proviennent de textes souvent retrouvés dans la guenizah du Caire. On y apprend que les Juifs de Tripoli sont, au milieu du XIe siècle, en relation avec les Juifs de l'émirat de Sicile ainsi qu'avec ceux de Fustat en Égypte. À cette même époque, on note la présence de Juifs karaïtes dans le Djebel Nefoussa au sud-ouest de Tripoli. Antérieurement, dans la première moitié du Xe siècle, on a un témoignage des échanges entre les Juifs du Maghreb et les académies talmudiques en Babylonie au travers d'un responsum de Hanania ben Yehoudaï, Gaon de Poumbedita à la communauté du Djebel Nefoussa. Au XVe siècle, on assiste à une renaissance du judaïsme en Cyrénaïque, des Juifs tripolitains fondent les communautés à Benghazi et Derna.

## Domination ottomane

### Structuration de la communauté et domination des Karamanli

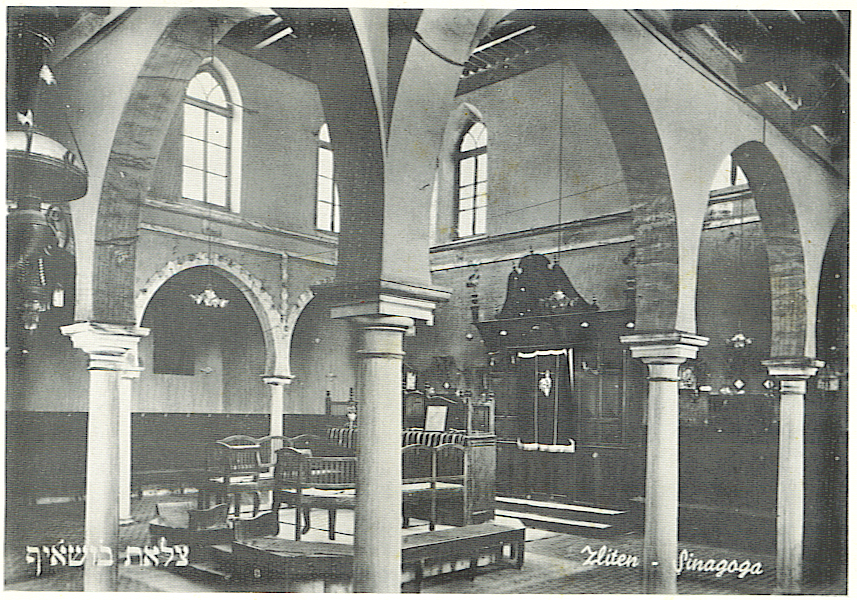
La synagogue Bouchaïf de Zliten (ici au XXe siècle) est selon la tradition juive libyenne, vieille de plus de 800 ans. Durant la période ottomane, elle devient un centre d'étude du Zohar, et la synagogue la plus renommée de la Tripolitaine.

La Libye est une terre de refuge pour les Séfarades qui quittent la péninsule ibérique durant le XVe siècle et ultérieurement. Cependant, lorsque les Espagnols prennent Tripoli en 1510, ils instaurent l'inquisition et la ville se vide de ses Juifs. Ils ne peuvent y retourner qu'en 1551 lorsque les Ottomans, déjà présents en Cyrénaïque depuis 1517 prennent la ville à l'ordre de Malte. Peu de traces historiques de la présence juive à Tripoli antérieure à la fin du XVIIIe siècle nous sont parvenues mais la langue arabe parlée par les Juifs de la capitale libyenne au XXe siècle comporte les caractéristiques d'un vieux dialecte urbain comparé à la langue des musulmans se rapprochant plus des dialectes parlés dans l'arrière-pays, ce qui conforte l'idée d'une présence ancienne et continue des Juifs dans la ville
Seul le littoral est sous contrôle ottoman, l'intérieur restant largement indépendant. La région est à cette époque connue des Européens sous le nom de Côte des Barbaresques, elle est crainte en raison de la course contre les navires chrétiens qui s'y exerce. Les Juifs servent alors d'intermédiaires pour la libération des captifs chrétiens.
Shimon Ibn Lavi, un rabbin de Fès originaire d'Espagne, arrive à cette époque. Alors qu'il est en route pour la Palestine, il passe par Tripoli et, voyant la détresse spirituelle de ses coreligionnaires, décide de s'y installer pour dispenser son savoir. Il écrit en 1571 le Ketem Paz, l’un des commentaires du Zohar les plus importants à avoir été composés en Afrique du Nord. La communauté locale le considère comme le fondateur de ses traditions religieuses,.
Au XVIIe siècle, le schisme sabbatéen est combattu par la communauté, ce qui laisse à penser qu'elle est à cette époque assez nombreuse et organisée pour apporter une réponse à cette problématique. Deux traditions des Juifs libyens, des versions locales de petits Pourim, sont instaurées au XVIIIe siècle : l'un, le Pourim Achrif, célèbre l'échec du bey de Tunis venu en 1705 faire le siège de Tripoli, l'autre, le Pourim Borghel, célèbre la libération de la ville de la férule du corsaire Ali Burghul en 1795.
La région est soumise en 1711 à la dynastie locale des Karamanli, largement autonome par rapport au pouvoir ottoman. La population tripolitaine d’alors est estimée à 14 000 habitants dont un quart de Juifs. Sous le règne de Yousef Pacha à la fin du XVIIIe siècle, Tripoli attire des Juifs de Tripolitaine et d'autres contrées du Maghreb, ainsi que des Juifs d'Italie, qui veulent notamment échapper à l'interdiction de la polygamie en vigueur en Europe. Ces Juifs italiens, principalement des Granas originaires de Livourne, jouent un rôle très important dans le commerce méditerranéen, quelques familles monopolisant les échanges avec l'Europe via Livourne. À Benghazi, les Juifs indigènes jouent un rôle important dans le commerce qui se fait surtout avec la Crète, l'Égypte et le Levant. Les Juifs participent aussi au commerce transsaharien qui, via l'oasis de Ghadamès, débouche dans le port de Tripoli ; ils font en particulier commerce de plumes d'autruche, assez prisées en Europe.

### Contrôle direct ottoman

Position des communautés libyennes dans l’espace ottoman.

En 1835, en réaction à l'installation des Français en Algérie et à l'expansionnisme de Méhémet Ali en Égypte, les Ottomans décident d'exercer un contrôle direct sur la province libyenne et écartent les Karamanli du pouvoir. Ils mettent vingt ans de plus à mettre au pas les tribus de l'intérieur.
Alors que, dans le reste du Maghreb, les populations juives accèdent à la modernité au travers de réformes imposées depuis l'Europe, le processus d'émancipation des Juifs en Libye est largement à mettre au crédit de gouvernants musulmans. La série de réformes des Tanzimat qui apportent l'émancipation aux Juifs libyens, débute en 1839 par le Hatt-i Sharif qui offre aux dhimmis de l'empire justice et sécurité. La réforme de 1856 abolit l'impôt de capitation (jizya) touchant Juifs et chrétiens ainsi que les restrictions vestimentaires les concernant. Dans le même temps, les compétences des tribunaux rabbiniques sont restreintes aux affaires relevant du statut personnel, les autres litiges devant être traités par les tribunaux publics. Suivant le modèle stanbouliote, la direction de la communauté, auparavant apanage d'un caïd issu de la société civile, est transférée au Hakham Bachi, grand-rabbin que l'on fait venir de la capitale de l'Empire et qui a rang de haut fonctionnaire. Ces mesures, qui font rentrer les Juifs dans le droit commun, concernent dans un premier temps principalement Tripoli, où se trouve la majorité des Juifs.
En effet, dans l'arrière-pays, où le contrôle ottoman n'est originellement que nominatif, la dhimma reste souvent appliquée dans toute sa rigueur et les réformes sont jugées blasphématoires. Ainsi dans le djebel Nefoussa, peuplé d'ibadites berbérophones, les Juifs sont « acculés à la voie étroite du chemin ». Aux préceptes coraniques s'ajoutent, dans cette région, un système tribal qui repose sur un code de l'honneur. Les familles juives sont asservies à un chef tribal auxquels elles doivent obéissance et qui doit assurer leur protection. Ce lien est perpétué de façon héréditaire et des Juifs peuvent être « vendus » à une autre famille. Il arrive même que la protection d'un Juif donne lieu à des batailles entre tribus car elle est dans cette optique une marque de pouvoir des chefs locaux. A contrario, ne pas pouvoir assurer leur sécurité est un signe de faiblesse et de déshonneur. La progressive extension du pouvoir ottoman va mettre à mal ce système de protection et augmenter l'insécurité des Juifs. D'un côté, des droits leur sont octroyés qui améliorent leur situation légale mais, de l'autre, le vide du pouvoir créé par la transition entre un système de gouvernement tribal et le système ottoman augmente le nombre d'attaques de Juifs.
En 1855, l'émir Ghuma, qui mène une rébellion dans le djebel Nefoussa contre les Ottomans, s'empare de la place forte de Yafran. Il ordonne que les Juifs soient protégés et les libère du port du turban noir. Il proclame que si les Juifs pouvaient se vêtir comme ils le voulaient du temps des Ottomans, cela doit être d'autant plus le cas sous sa domination. Cette attitude libérale correspond donc à un signe d'affirmation du pouvoir.
En Cyrénaïque, où le contrôle social est assuré par la confrérie de la Sanūsiyya qui se montre bienveillante à l'égard des Juifs, ces derniers peuvent étendre leurs activités commerciales.

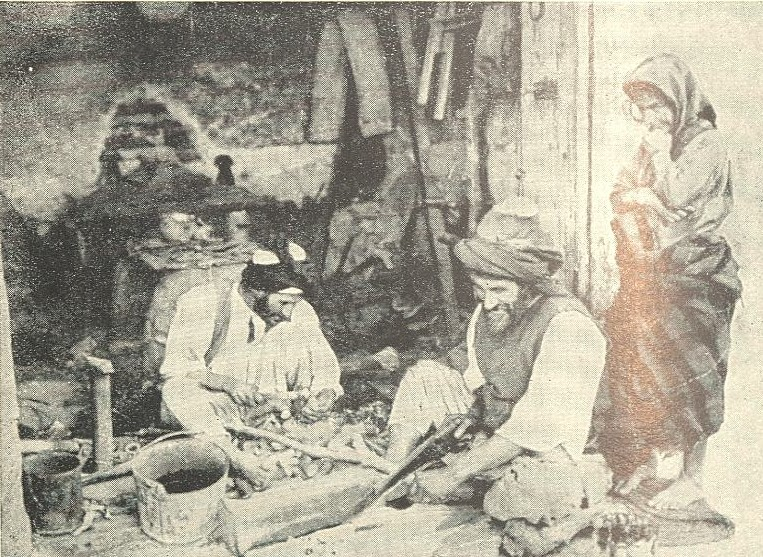
Juifs du mellah de Tripoli par K. Holmboe, 1930

La figure du colporteur juif est, comme ailleurs dans le Maghreb, un agent essentiel de la vie économique locale. Au milieu du XIXe siècle, alors que 40 % de la population juive de Tripolitaine vit en milieu rural, nombreux sont les Juifs qui font la liaison entre les centres de commerce et l'arrière-pays. Le colporteur (tawwaf en arabe libyen) part, accompagné d'un âne, pour une durée moyenne de deux semaines. Cependant, plusieurs mois sont parfois nécessaires pour troquer ses produits avec les populations rurales, montagnards berbères dans le djebel Nefousa à l'ouest, nomades bédouins à l'est. Les marchandises qu'il propose appartiennent généralement à l'univers ménager féminin : épices, produits de beauté, miroirs, peignes. Cette spécialisation est directement liée au statut des Juifs, vus comme inférieurs voire « kif el mrâ » (« comme une femme »). Ce statut lui permet, a contrario des vendeurs musulmans, d'avoir accès aux femmes musulmanes. Il le met aussi à l’abri d’attaques car il est déshonorant d'attaquer un être de statut inférieur. Le Juif est généralement bien reçu par sa clientèle qui le loge et le nourrit. En échange de quoi, il se fait conteur et diffuse les nouvelles de l'extérieur.
À partir des années 1870, l'influence de l’Europe et principalement de l’Italie se propage en Libye. Les Juifs riches, souvent des Granas (Juifs originaires de Livourne), sont de plus en plus nombreux à prendre la nationalité italienne. Une école italienne ouvre en 1876, près de quinze ans avant que l'Alliance israélite universelle, basée à Paris, ne s'établisse à Tripoli. Cette évolution crée des divisions au sein de la communauté car la masse des Juifs, craignant de provoquer des heurts, reste loyale au pouvoir ottoman. Celui-ci se montre hostile à ce qu’il perçoit comme une ingérence des puissances européennes.

## Colonisation italienne

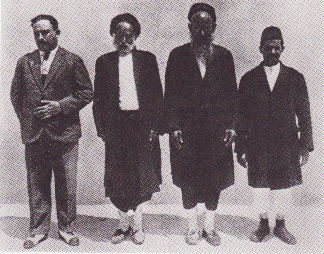
Un dirigeant de la communauté juive de Benghazi accompagné de membres de la cour rabbinique en 1920.

Répartition des Juifs en Libye en 1936, ils habitent en majorité à Tripoli et dans les bourgades environnantes.

Après une unification tardive en 1861, l'Italie décide de constituer son propre empire colonial à l'image de la France ou du Royaume-Uni. Après avoir vu la Tunisie qu'il convoitait tomber dans l'escarcelle de la France, le royaume italien jette son dévolu sur la Libye, où son influence culturelle et économique va croissant durant les dernières décennies de domination ottomane. En 1911, l'Italie prend pied en Libye et en chasse les Ottomans à la suite de la guerre italo-turque. Les Italiens ne parviennent cependant pas à imposer totalement leur autorité dans l'intérieur de la colonie avant 1924 pour la Tripolitaine et 1932 pour la Cyrénaïque.
L'arrivée des Italiens est perçue d'une manière tout à fait différente par les musulmans et les Juifs et va avoir d'importantes conséquences sur les relations entre Juifs et musulmans. Pour la population arabe, la conquête d'une terre musulmane par une puissance occidentale et chrétienne, constitue une humiliation et le début d'une période d'oppression. Le fait que les Juifs, soumis dans la tradition musulmane au statut de dhimmi, soient traités sur un pied d'égalité avec les musulmans participe de ce sentiment. La population juive, en revanche, accueille généralement la domination italienne avec joie, espérant des améliorations de son statut économique et social. En réalité, les attitudes varient selon le niveau social : l’élite juive, souvent d'origine européenne, s’italianise et adopte en grande partie les usages du colonisateur tandis que le reste de la population juive, plus pauvre et marginalisée, en particulier dans les campagnes, demeure très traditionaliste et conserve un mode de vie beaucoup plus proche de celui des musulmans. L'attitude des Italiens par rapport aux Juifs est ambivalente, oscillant entre une volonté d'intégration (on estime que les Juifs suivant l'exemple des Juifs italiens vont s’assimiler à l'ensemble italien, consolidant la présence italienne en Afrique du Nord) et le mépris colonialiste face à une population perçue comme viscéralement attachée à ses traditions jugées archaïques et proche des populations musulmanes. À cela s'ajoute la crainte pour les autorités de mécontenter la population musulmane en montrant une trop forte proximité avec les Juifs.
La modernisation se traduit par l'érection d'une ville nouvelle à Tripoli où une population mixte, italienne et juive vient s'installer. La confection, secteur dans lequel travaillent beaucoup de Juifs, est révolutionnée par l'introduction de machines électriques et le déclin de l'habillement oriental au profit des vêtements à l'européenne. Concernant l'instruction, presque tous les garçons juifs bénéficient d'une formation, au moins basique, dans des écoles primaires italiennes et suivent en parallèle des cours de religion à l'école synagogale, l'après-midi.

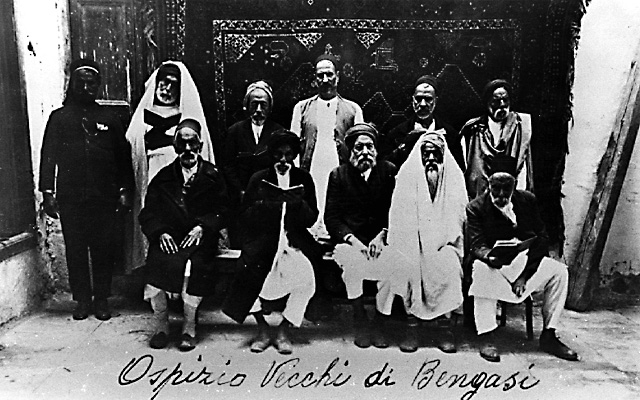
Juifs âgés de Benghazi, 1900-20

La période italienne voit aussi le développement du mouvement sioniste en Libye. Des relations s'établissent avec le sionisme italien auquel le mouvement sioniste local est subordonné, mais aussi directement avec le Yichouv palestinien. Le nombre d'adhérents à des mouvements sionistes n'est que de 300 dans les années 1930, mais l'influence sociale du sionisme sur les communautés est conséquente. Les idées sionistes sont propagées à travers l'enseignement, les cours d'hébreu moderne, l'accès croissant à une presse juive publiée à l'étranger ou localement et la fondation de clubs sportifs. La diffusion de ces idées modernistes a pour conséquence directe une amélioration du statut de la femme juive libyenne.

### Fascisme et antisémitisme (1922-1940)

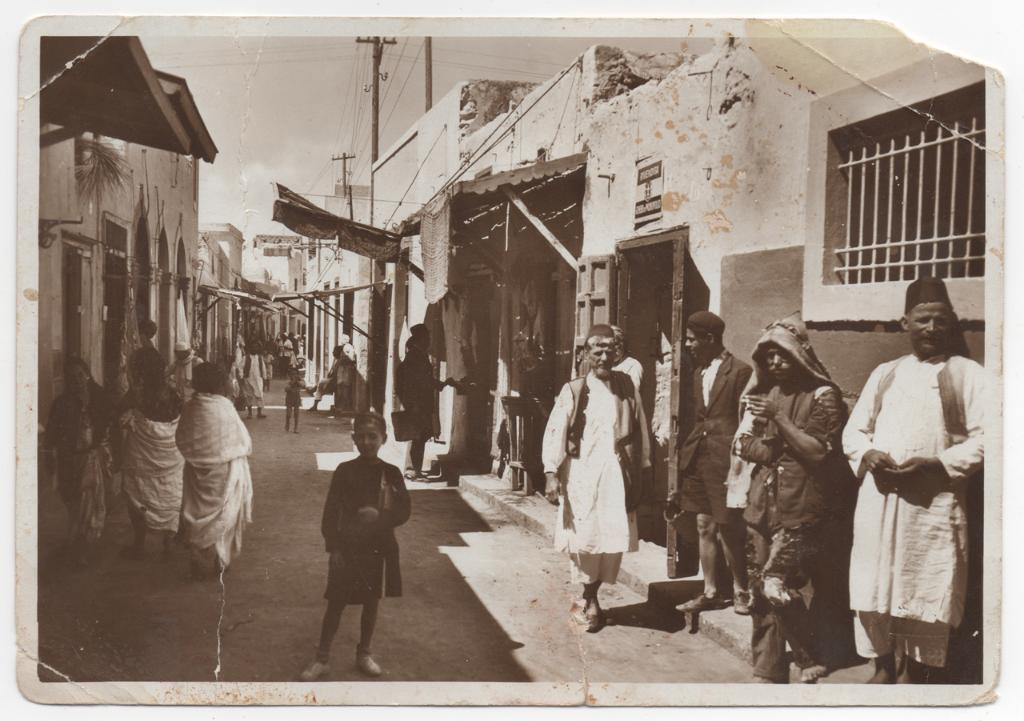
Quartier juif de Tripoli, v. 1930

Mussolini prend le pouvoir en Italie en 1922 et impose le fascisme italien. Cette idéologie totalitaire ne fait pas de l'antisémitisme l'un de ses fondements, contrairement au nazisme qui se développe parallèlement en Allemagne. Ce n'est que tardivement, en 1938, que le régime fasciste prend un tournant nettement antisémite.

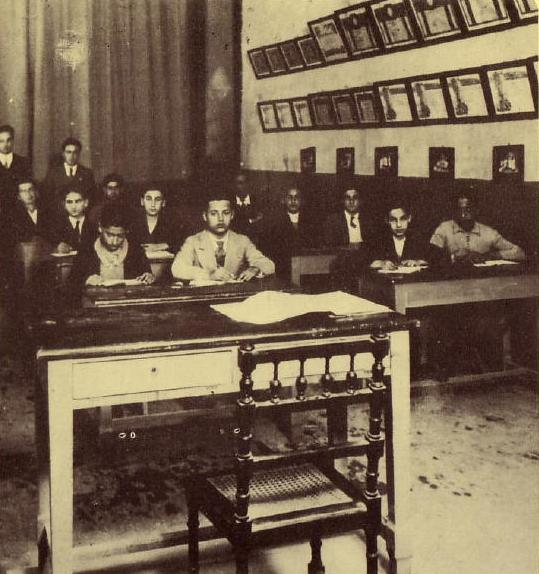
Une classe se tient dans l’école synagogale de Benghazi, avant la Seconde Guerre Mondiale.

Italo Balbo est nommé gouverneur en 1934. Sous son égide, les provinces de Tripolitaine et de Cyrénaïque sont réunies pour former la Libye italienne. Le nouvel homme fort de la colonie est un proche de Mussolini, fasciste convaincu et héros de l'aviation italienne. Il est connu pour avoir été l'un des plus vigoureux opposants au tournant antisémite que prend le Parti national fasciste italien à la fin des années 1930. Promoteur d’un programme de modernisation, il n'est pas hostile à la communauté juive dont il loue publiquement la contribution à la prospérité de la colonie mais il se montre sans pitié pour certaines traditions juives qui entravent selon lui la « marche de la civilisation » en Libye. Ainsi, en 1936, il fait fouetter en place publique des boutiquiers juifs qui refusent d'ouvrir leurs commerces le chabbat. Ce châtiment est vécu comme une humiliation collective par la communauté juive tandis qu'il s'effectue sous les yeux d'une foule arabe qui exulte. Cependant, lorsqu’Hermann Göring, ministre de l'Aviation du Reich, veut effectuer une visite protocolaire en Libye en 1938, peu après les accords de Munich, Balbo, officiellement ami de Göring depuis plusieurs années, n'hésite pas à le provoquer ouvertement en incluant dans le programme officiel de la visite un tour dans le vieux quartier juif de Tripoli et dans une des synagogues. Le feldmarschall nazi doit alors se faire porter pâle.
Après avoir tenté d'empêcher la promulgation de lois antisémites, Balbo est contraint de faire appliquer les lois raciales fascistes décidées cette même année. 46 Juifs sont exclus de la fonction publique, plusieurs milliers d'élèves juifs sont interdits dans l'enseignement secondaire et le mot « Juif » est tamponné sur leurs pièces d'identité,. Néanmoins, les mesures répressives ne sont jamais appliquées rigoureusement en Libye sous sa gouvernance, tandis qu’il plaide avec succès la cause des Juifs libyens à Rome, expliquant que leurs activités sont indispensables au bon fonctionnement de l'économie de cette colonie africaine.

## Seconde Guerre mondiale (1940-1945)

### Les Juifs restés en Libye
Des communautés juives d’Afrique du Nord, celle de Libye est la plus sévèrement touchée par la Seconde Guerre mondiale.

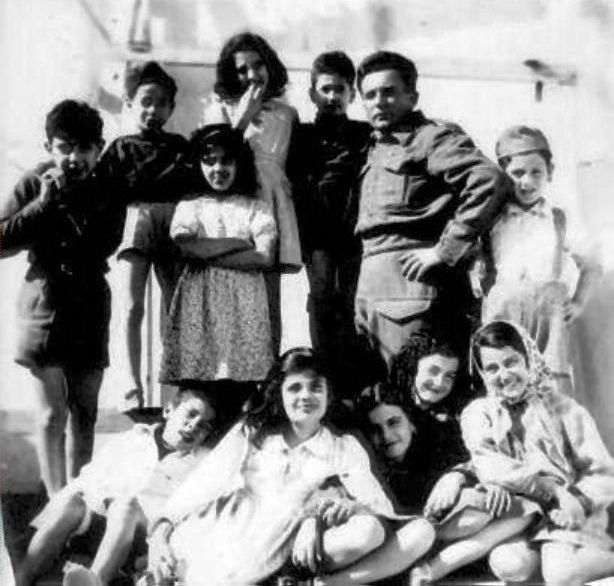
Ecole juive à Benghazi, établie par les soldats de Palestine, où figure Barsky, professeur et soldat venu du moshav (en) kfar Vitkin, 1944

Lors du début du conflit, quatre synagogues sont détruites par les bombardements alliés de Libye et le cimetière juif où ont été disposées des batteries antiaériennes est sévèrement touché. Beaucoup de Juifs fuient la capitale libyenne pour trouver refuge dans les villes et villages environnants. Le 12 février 1942, l'armée allemande fait son entrée à Tripoli. Sous la pression de leurs alliés, les Italiens renforcent immédiatement la répression antisémite : les biens des Juifs sont aryanisés et il leur est interdit de prendre part à des transactions portant sur des biens fonciers. Le 7 février 1942, Benito Mussolini émet un décret autorisant les déportations.
Les 300 Juifs de nationalité britannique sont internés en Italie puis envoyés dans des camps du Reich après l'invasion allemande de l'Italie. Ceux qui sont français ou sujets tunisiens sont envoyés en Afrique française du Nord.
Les autorités nazies font pression pour que les sujets italiens soient également déportés mais les Italiens s'y opposent, préférant employer leur force de travail pour l’effort de guerre. Les Juifs sont principalement utilisés à la construction d'une route visant à connecter Tripoli à l'Égypte afin de faciliter le ravitaillement du front.

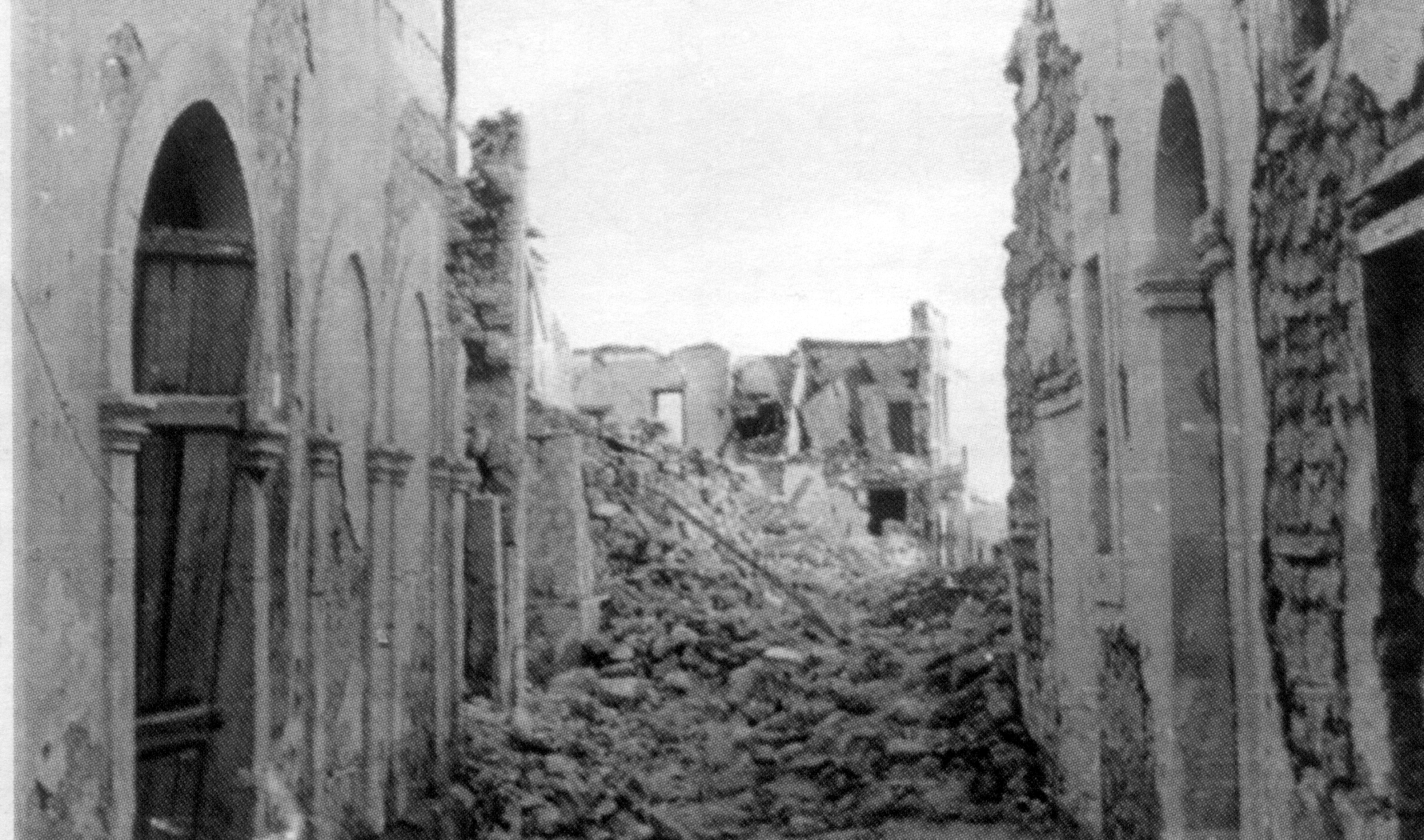
Après les bombardements sur le quartier juif de Tripoli, Seconde Guerre mondiale

En août 1942, 3 000 Juifs de Tripoli sont envoyés dans le camp de Sidi Aziz à proximité de Khoms, à 150 km de Tripoli, mais ils sont pour la plupart renvoyés dans la capitale libyenne en raison du manque d'eau ; seul un millier d'entre eux, principalement des travailleurs spécialisés dans la construction, restent sur place. Un autre camp est établi à Buqbuq en Cyrénaïque orientale, près de la frontière égyptienne. 350 Juifs sélectionnés parmi les travailleurs de Sidi Aziz y sont acheminés, avec pour mission d'améliorer le réseau routier à proximité du front. Leur camp est fréquemment bombardé par les Alliés à la fin octobre 1942. À Tripoli, la situation de la communauté est critique, particulièrement durant les dernières semaines avant la libération de la ville soumise aux bombardements. Les prix sont très élevés et les denrées rationnées. À cela s'ajoute l'afflux de réfugiés juifs venus de Cyrénaïque et de l'arrière-pays que la communauté tripolitaine doit accueillir.

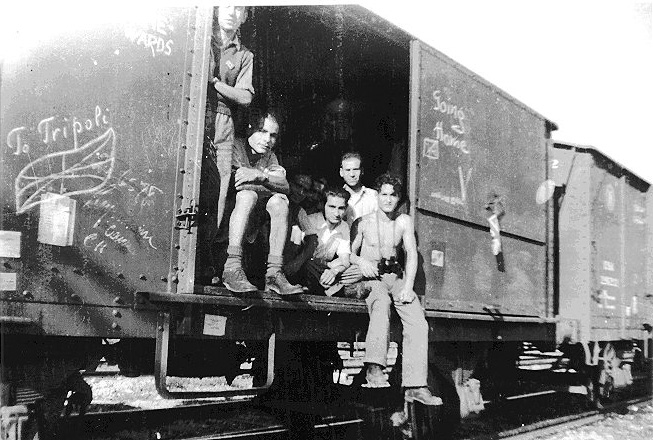
Survivants du camp de concentration de Bergen-Belsen, retournant en Libye, 1945

Les Juifs de Benghazi connaissent un sort tragique : après avoir accueilli en libérateurs les soldats britanniques qui prennent la ville lors de l'opération Crusader, ils se retrouvent de nouveau sous domination fasciste après la reprise de la ville par Rommel à la fin janvier 1942. Les Italiens décident alors de punir cette fraternisation avec l'ennemi et déportent la quasi-totalité de la population juive, à l'exception de quelques familles restées « loyales ». 2 600 Juifs de Cyrénaïque se retrouvent ainsi dans le camp de concentration de Giado, isolé dans le djebel Nefoussa au sud de Tripoli. Les privations et une épidémie de typhus causent la mort de 564 Juifs. La liberté est rendue aux prisonniers après la libération de Tripoli en janvier 1943.
Durant la période de la guerre, les musulmans ne tirent pas avantage de la situation difficile dans laquelle se retrouvent les Juifs. Contrairement à la période de conflits qui va suivre, la Seconde Guerre Mondiale voit un resserrement des relations judéo-musulmanes en Libye qui sont décrites comme cordiales par les témoins de l'époque. Il est en effet possible qu'il y ait eu, chez certains Arabes, une crainte que les mesures raciales ne leur soient appliquées.

### Sort des Juifs déportés à l'étranger
Les 300 Juifs de nationalité britannique déportés en Italie en tant que citoyens d'un pays ennemi se retrouvent essentiellement dans trois camps italiens, à Arezzo et Bagno a Ripoli en Toscane, et à Civitella del Tronto dans les Abruzzes. Ils sont logés dans des bâtiments publics ou des grandes propriétés privées, dans des chambrées allant jusqu'à 100 personnes. Cependant les familles ne sont pas séparées.

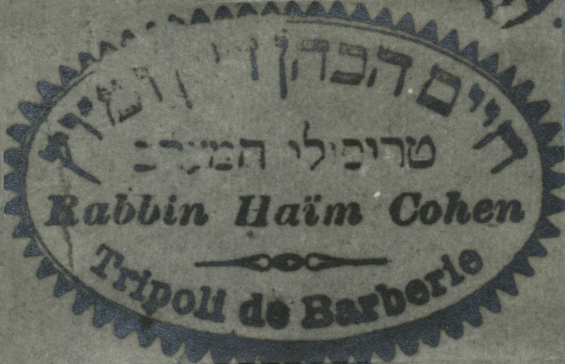
Tampon du rabbin Haïm Cohen de Tripoli, retrouvé sur l'un des livres des bibliothèques juives pillées en 1943

Lorsque les forces allemandes prennent le pouvoir en Italie le 8 septembre 1943, leur situation empire : fin octobre, les Allemands transfèrent les hommes du camp de Civitella vers le sud du pays, où ils participent à la fortification de la ligne Gustave. Le travail, qui dure de l'aube au crépuscule, est harassant et les rations sont insuffisantes.

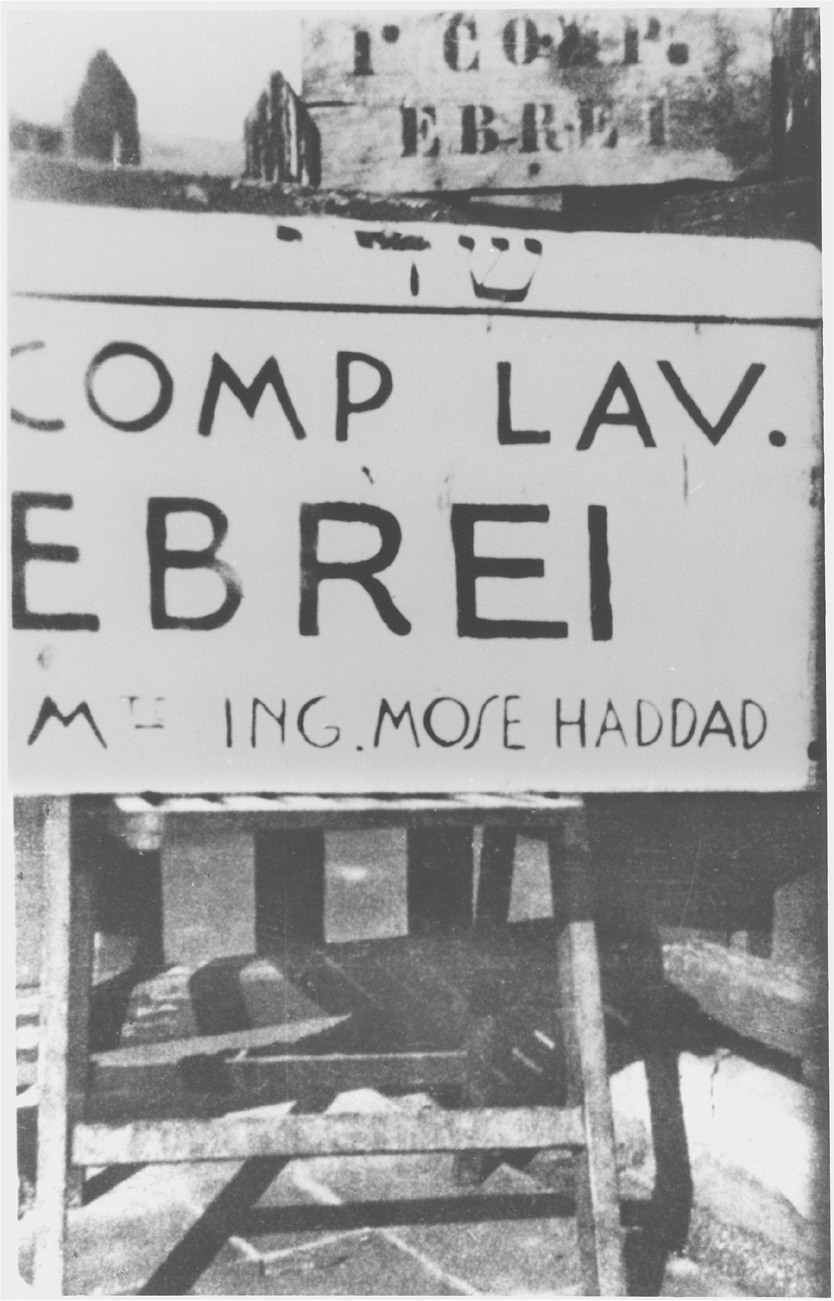
Quartier des Juifs de Tripoli et de Libye dans le camp de Bergen-Belsen

En janvier 1944, une partie du groupe resté à Civitella est expédiée à Bergen-Belsen, tandis que le reste du groupe est acheminé vers le camp de Fossoli, en Émilie-Romagne. En mai 1944, ils sont à leur tour déportés à Bergen-Belsen avec un groupe d'Arezzo. En tout, quatre convois de Juifs libyens arrivent à Bergen-Belsen. Sur place, les conditions, très relativement vivables au début de 1944, deviennent critiques à mesure que l'année avance et que la disette et les maladies contagieuses touchent le camp. Les Libyens sont parqués pour certains dans l'aile dite « privilégiée » où les familles ne sont pas séparées et où les prisonniers ne subissent pas de harcèlement ; d'autres sont en revanche internés dans le « camp de l'étoile », surpeuplé, où femmes et hommes sont victimes de mauvais traitements de la part des SS. Ils ne peuvent communiquer avec les autres prisonniers, largement yiddishophones, qu'en hébreu. Fin 1944, un groupe de moins de cent personnes est envoyé dans le camp de prisonniers de guerre de Biberach, dans le Sud de l'Allemagne, et un autre groupe se retrouve en janvier 1945 à Bad Wurzach où se situe un camp de prisonniers britanniques. Là, ils passent la fin de la guerre dans de relativement bonnes conditions.
Une centaine de Juifs britanniques de Libye sont internés à Bazzano, près de Bologne, puis expédiés à Dachau pendant l'hiver 1944. Plusieurs personnes âgées meurent à la suite de l'hiver européen et des mauvais traitements. Le reste du groupe est transféré en avril 1944 au camp de Vittel, en France, où il attend la Libération dans d'assez bonnes conditions.
Près de 1 600 Juifs de nationalité française ou sujets tunisiens sont déplacés début 1942 depuis la Cyrénaïque et la Tripolitaine en direction de l'Algérie et de la Tunisie alors contrôlées par le régime de Vichy. Certains peuvent se rendre à Tunis ou Gabès où les communautés locales les prennent en charge mais la majorité d'entre eux se retrouve internée dans un camp situé aux environs de Sfax, où ils sont livrés à eux-mêmes. 400 Juifs de Tripoli arrivent à La Marsa où ils sont logés dans des baraquements sur la plage dans de mauvaises conditions.

## Administration britannique (1943-1951)

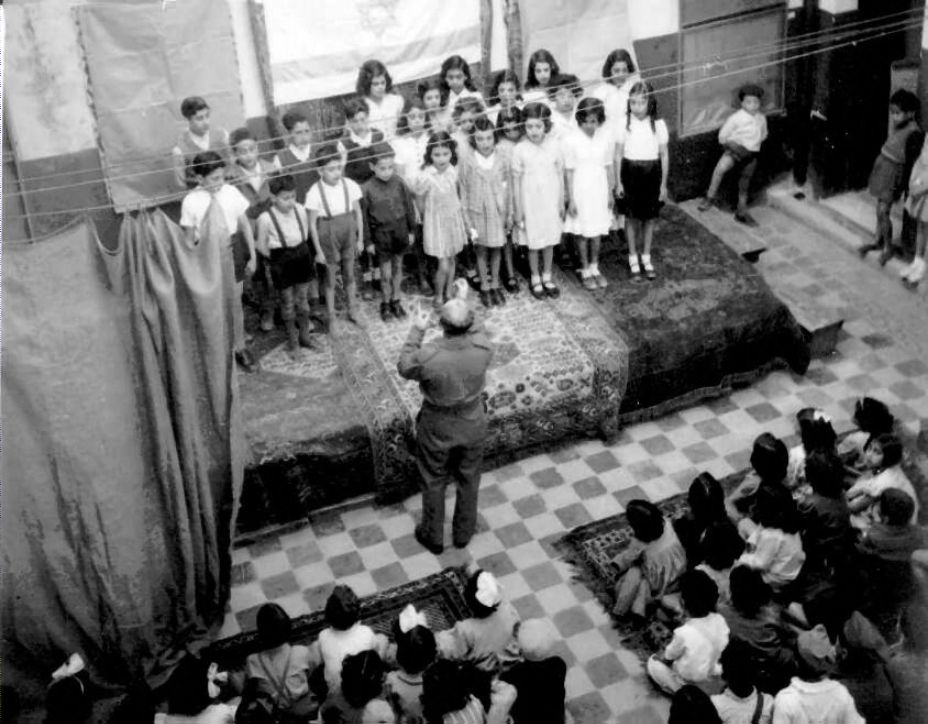
Chorale d'enfants à la synagogue de Benghazi, 1944

Entre 1943 et 1951, la Tripolitaine et la Cyrénaïque sont gouvernées par la British military administration (BMA). La population, tant juive qu'arabe, vit la mise en place de la nouvelle administration comme une libération. Pour les Arabes, l'après-guerre signale la fin du colonialisme italien. Pour les Juifs, l'arrivée de la VIIIe armée britannique, qui compte en son sein des soldats de la brigade juive palestinienne, met fin à une période de discrimination antisémite et permet un renouveau communautaire. On assiste aussi à une embellie des relations entre Juifs et Arabes, particulièrement dans les campagnes et chez les élites.

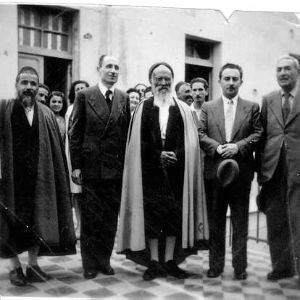
Moshe Sharet, alors directeur du département politique de l'Agence juive pour la Palestine, est reçu par des dignitaires de la congrégation de Benghazi à l'école hébraïque, qui y a été établie par des soldats juifs de Palestine, 1944

Le rôle des unités juives se révèle fondamental dans la réorganisation de la communauté éprouvée par la guerre car leurs soldats développent les activités sionistes, ouvrent des écoles et établissent une organisation d'autodéfense reprenant le nom et la structure de la Haganah palestinienne. Leur action est particulièrement importante à Benghazi où la communauté, internée pendant la guerre, compte de nombreux indigents. Le Joint apporte son aide financière aux Juifs libyens.

Cependant, l'embellie est de courte durée. Les Britanniques, contrairement aux Italiens, ne se préoccupent pas d'investir en Libye. Ainsi, dès 1944, une crise économique éclate. Les relations entre Juifs et Arabes pâtissent de la conjoncture économique et des incertitudes quant au futur politique de la Tripolitaine et de la Cyrénaïque. La montée du nationalisme arabe chez les musulmans, et du sionisme chez les Juifs augmente les antagonismes entre ces communautés. Les autorités britanniques, craignant de mécontenter les Arabes, mettent un frein à l'aide dispensée par les soldats de la brigade juive à leurs coreligionnaires.

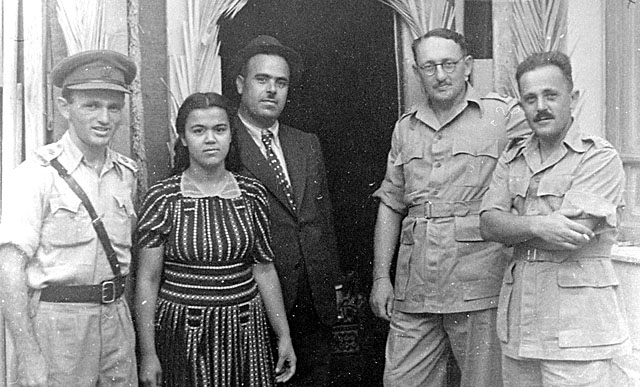
Dirigeants de l'école hébraïque de Benghazi, 1943
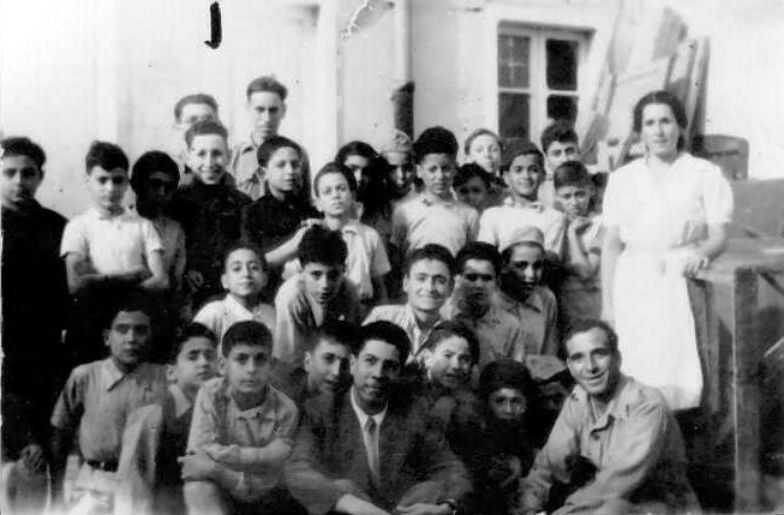
Ecole juive à Benghazi, 1943
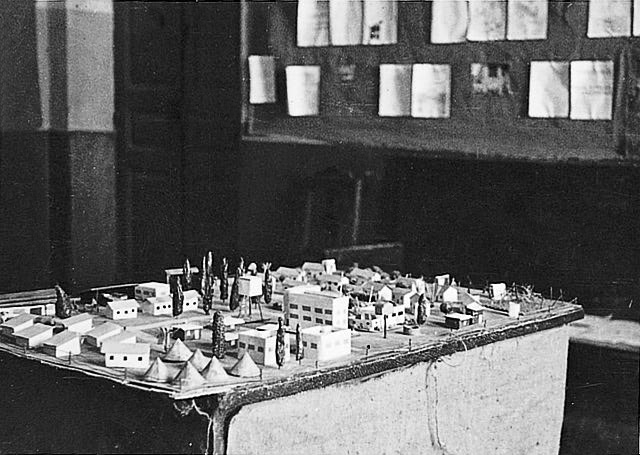
Exposition de travaux d'élèves à l'école hébraïque de Benghazi, 1943-44
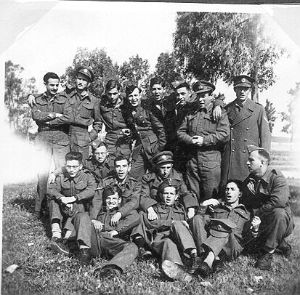
Volontaires juifs du Corps auxiliaire des pionniers militaires de Benghazi, 1944
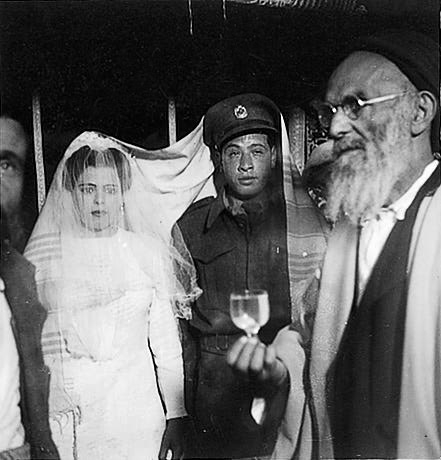
Mariage juif avec un soldats de la brigade de Benghazi, 1944
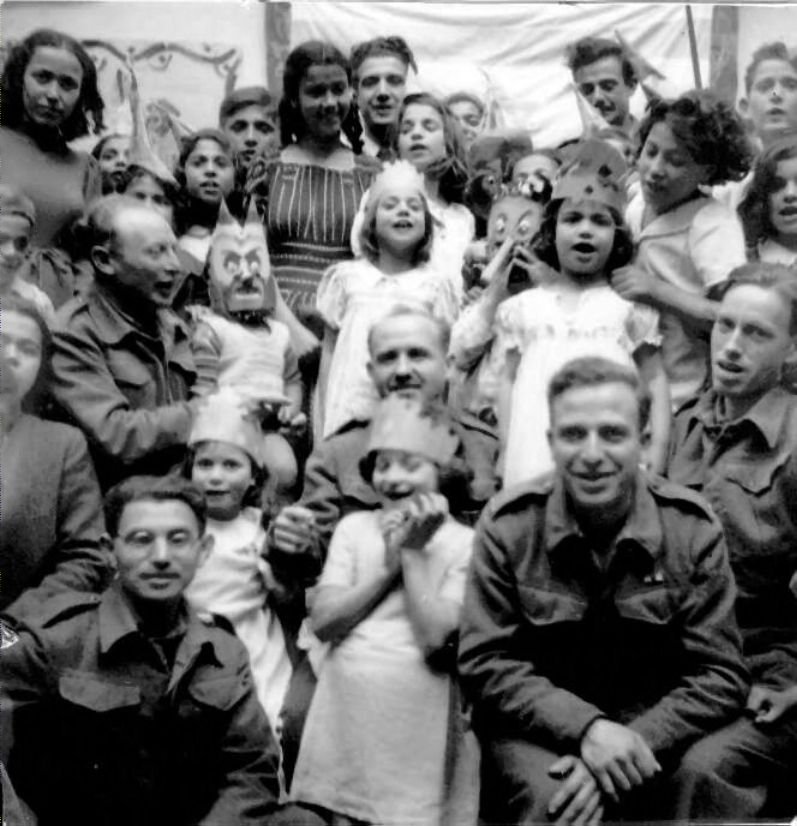
Professeurs et jeunes élèves de l'école juive de Benghazi fondée par des soldats juifs de Palestine (Eretz Yisrael), probablement Pourim ou Hanoukka 1944

### Pogrom de 1945
En 1945, une émeute antijuive éclate à Tripoli puis s'étend au reste de la Tripolitaine. En tout, on compte 130 victimes juives. Ce massacre est considéré comme l'élément déclencheur de l'exode des Juifs libyens dans les années qui vont suivre.
Les troubles débutent le 4 novembre à Tripoli, sans qu'un élément déclencheur soit clairement identifié. Les violences touchent surtout les Juifs vivant hors du vieux quartier juif, où la population parvient à se barricader. Le lendemain, une population rurale converge vers la capitale pour prendre part aux exactions qui sont surtout le fait des classes sociales les plus basses, les riches adoptant une attitude attentiste. Les émeutiers s'en prennent aux Juifs au cri de « Jihad fil Koufar » (« guerre sainte contre les mécréants »), encouragés par les youyous des femmes. Les autorités britanniques tardent à réagir. Le 5 novembre, un couvre-feu est instauré, mais les forces de l'ordre présentes dans les rues n'agissent pas face aux émeutiers. Ce n'est que le soir du 6 novembre que des mesures effectives pour stopper les violences sont prises. On dénombre 38 victimes juives et un mort chez les musulmans. Les troubles s'étendent aussi à d'autres villes, on compte 40 morts à Amrus, 34 à Zanzur, 7 à Tajura, 13 à Zaouïa et 3 à Msallata. Au total, neuf synagogues sont brûlées, 35 rouleaux de la Torah détruits. Certains musulmans, guidés par leurs principes religieux, sauvent la vie de leurs voisins juifs en les cachant. Dans le village de Tighrinna, au sein du djebel Nefoussa, les affrontements sont évités grâce à l'intervention de notables musulmans qui demandent aux notables juifs d'ouvrir leurs portes et de servir sans discontinuer pendant 24 heures mets et boissons. En cette occasion, visiteurs musulmans et Juifs réaffirment leur héritage commun.
Les explications sur l'origine des émeutes divergent. La communauté juive clame à l'époque qu'il s'agit d'une manœuvre ourdie par les Britanniques. L'historien Renzo De Felice écarte cette hypothèse mais souligne la lenteur de l'intervention britannique qui pourrait s'expliquer par une politique visant à courtiser l'opinion arabe. Il fait lui-même l'hypothèse que les émeutes, dont il démontre qu'elles ont été déclenchées simultanément en plusieurs lieux, sont le fait du Hizb al-Watani, un parti nationaliste libyen. Cependant, les éléments matériels ne permettent pas d’établir avec certitude son rôle. Les rapports officiels britanniques pointent quant à eux un faisceau de facteurs déclenchants de nature économique et politique. Selon l'interprétation du sociologue Harvey E. Goldberg, ces émeutes antijuives doivent être comprises comme une défiance de la population musulmane à l'encontre de l'administration britannique, le pouvoir étant censé, selon la tradition musulmane, être le garant de la sécurité des Juifs.
Après les émeutes, les autorités sionistes de Palestine dépêchent sur place clandestinement des émissaires chargés d'aider à l'organisation de l'autodéfense (Haganah) de la communauté juive. Des plans visant à contrer une nouvelle attaque arabe sont établis, des armes sont achetées où confectionnées artisanalement.

### Pogrom de 1948
L'adoption du plan de partage de la Palestine par les Nations unies en novembre 1947 attise les tensions en Libye. Des commerces juifs sont pillés à Benghazi et des membres de la communauté caillassés. À Tripoli, des émeutes ont lieu en février 1948 durant lesquelles trois civils dont un Juif sont tués. Les Juifs des campagnes rejoignent les villes afin d'être mieux protégés.
Les émeutes de juin 1948 sont directement liées au contexte international. Alors que la guerre israélo-arabe de 1948-1949 a débuté le 15 mai 1948, après la déclaration d'indépendance d'Israël, des volontaires d'Afrique du Nord francophone se sont mis en route pour la Palestine. Cependant, début juin, l'Égypte leur ferme ses frontières stoppant ainsi ces hommes en Libye. Environ 200 Tunisiens pressés d'en découdre se retrouvent bloqués à Libye. Leur présence, la montée des tensions au Proche-Orient ainsi qu'une situation économique difficile, sont des facteurs qui vont s'additionner pour conduire à une nouvelle explosion de violence contre la communauté juive. Cette fois-ci cependant, la communauté est mieux préparée aux attaques et son système d'autodéfense (Haganah) permet de réduire le nombre de victimes.
Les troubles se concentrent le 12 juin 1948 dans la capitale libyenne. À la suite d'une dispute qui dégénère dans un quartier mixte judéo-musulman, des volontaires tunisiens poussent la foule au combat, galvanisant les passants aux cris de « Si nous ne pouvons aller en Palestine pour combattre les Juifs, alors combattons-les ici ». La foule musulmane se dirige ensuite vers le secteur juif de la ville. L’autodéfense juive parvient à retenir les assaillants aux portes du vieux quartier. Selon un plan préalablement établi, les habitants se postent sur les toits et lancent sur les émeutiers pierres, grenades et cocktails molotov. Les pogromistes, surpris par cette résistance, jettent leur dévolu sur les Juifs habitant hors du quartier juif ; c'est là que l'on dénombre la majorité des victimes et la plupart des destructions de biens. L'intervention de la police britannique, qui inclut des Arabes, ajoute à la confusion. Les forces de l'ordre tirent pour rétablir l'ordre et font d'autres victimes. Elles sont caillassées par les deux parties ivres de colère. Des commerces arabes du quartier juif sont pillés en représailles. Quatorze Juifs sont tués, vingt-trois blessés. Les autorités procèdent à l'arrestation de neuf Juifs et soixante-huit Arabes. Parmi ces derniers, seuls neuf sont de Tripoli et sept de Tunis.
Le 16 juin 1948, des incidents surviennent à Benghazi en Cyrénaïque. Plusieurs Juifs sont battus, un commerce pillé et une synagogue brulée. Un homme succombe à ses blessures. La police parvient à faire revenir l'ordre, instaurant un couvre-feu et interdisant le port d'armes. Malgré une amélioration des relations judéo-arabes dans la région, la situation de la minorité juive reste précaire dans les campagnes. Cette instabilité se traduit par la conversion forcée de jeunes femmes juives.

### Départ en masse (1949-1952)
En 1949, on compte entre 35 000 et 36 000 Juifs dans l’ensemble du pays, 30 000 en Tripolitaine, dont 22 000 à Tripoli et le reste réparti entre 17 bourgades et villages de la côte et des montagnes de l'arrière-pays. Parmi ces Juifs « ruraux », on compte une communauté de 500 Juifs troglodytes vivant au côté des berbères ibadites du djebel Nefoussa. Le reste des Juifs, environ 5 000, vit en Cyrénaïque, très majoritairement à Benghazi, la capitale régionale.

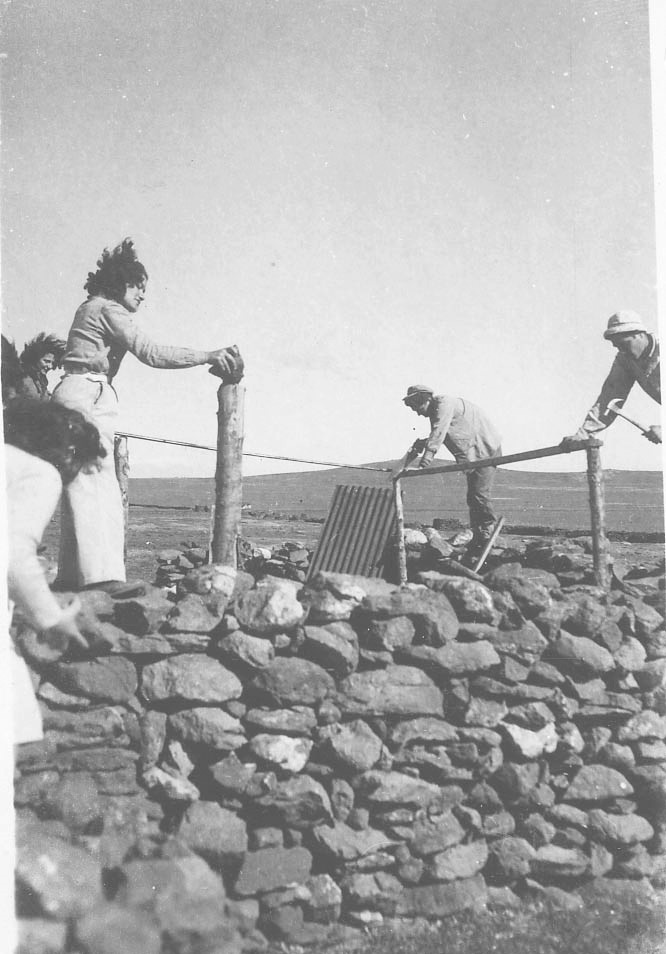
Fondation du kibboutz Shahar, 1946

Avant 1943, seuls 500 Juifs libyens ont fait leur Alya. Le mouvement s’accélère après-guerre : entre 1946 et 1948, près de 3 500 Juifs quittent la Libye via des réseaux clandestins mis en place par les émissaires de l'Agence juive ; l’exode en masse a lieu à partir de 1949, 90 % des 36 000 Juifs libyens émigrant en Israël entre cette année et 1952. La fulgurance des départs s'explique par l'effet d'annonce de la levée des restrictions sur l’émigration en Israël exercées par la BMA, par les incertitudes quant au futur d'une Libye indépendante, par l'efficacité de la préparation en amont effectuée par les émissaires sionistes puis israéliens et par l'hostilité croissante de la population musulmane qui se manifeste entre autres durant les pogroms de 1945 et 1948.
Dès mars 1949, l'Agence juive prend directement en charge l'immigration. Elle ouvre une antenne dirigée par Baroukh Douvdevani à Tripoli où la majorité des Juifs s'inscrit. Des luttes intestines existent à cette époque entre les différents départements de l'Agence juive, affiliés à des partis politiques antagonistes. En Libye, les émissaires liés au Mizrahi, un parti sioniste religieux, entravent avec l'aide des Juifs libyens le travail des émissaires du Mapaï dont l'idéologie socialiste et séculière, est réprouvée par les locaux qui restent largement traditionalistes. De ce fait, le Mizrahi obtient un quasi-monopole sur la gestion de l'émigration des Juifs Libyens, cas unique en Afrique du Nord.
En raison des dangers auxquels l'Agence juive estime qu'ils sont exposés et pour faciliter leur émigration, décision est prise de regrouper fin 1949 les Juifs de l'arrière-pays tripolitain et de Cyrénaïque dans des camps à Tripoli. Avant leur départ, les Juifs bénéficient de l'assistance médicale du JOINT et de l'OSE, deux organisations caritatives internationales juives. Beaucoup sont dans un mauvais état de santé, souffrant de trachome, tuberculose ou dermatophytose à un état avancé. Afin que les biens des migrants ne soient pas vendus en dessous de leur valeur à des Libyens, l'Agence juive monte une compagnie, la CABI, chargée d'effectuer des payements en avance aux Juifs et de retarder les ventes. Du fait des difficultés à transférer d'importants fonds à l'étranger, la minorité aisée de la communauté libyenne choisit de rester sur place.
Pour la seule année 1949, plus de 14 000 personnes font leur alya, soit 45 % du total des Juifs libyens. Les communautés de l'intérieur sont liquidées. Les départs qui se font principalement par bateau, s'effectuent dans une atmosphère chargée de mysticisme religieux et d'enthousiasme messianique. Sur les navires qui les emmènent vers le port de Haïfa, les Juifs entonnent souvent le cantique de la mer (Exode 15:1-19).
Après l'indépendance de la Libye, le 24 décembre 1951, les activités de l'Agence juive dans le pays se poursuivent avec des effectifs réduits jusqu'en décembre 1952, date à laquelle les autorités libyennes ferment la représentation israélienne.
| 1948 | 1949   | 1950  | 1951  | 1952  | 1953 |
| --- | ------ | ----- | ----- | ----- | ---- |
| 1 064 | 14 352 | 8 818 | 6 534 | 1 146 | 224  |
| Source : Devorah Hakohen, Immigrants in turmoil : mass immigration to Israel and its repercussions in the 1950s and after, 2003 (lire en ligne), p. 267 |        |       |       |       |      |

## Après l'indépendance

### Les premières années d'indépendance: discrimination croissante
Le Royaume de Libye devient indépendant en décembre 1951 sous l'autorité du roi Idris Ier et adhère à la ligue arabe en mars 1953. Bien que le roi se montre lui-même plutôt bienveillant à l'égard de la minorité juive, les forces nationalistes influencées par l'idéologie panarabiste et le contexte des conflits israélo-arabes poussent le gouvernement à prendre des mesures de plus en plus restrictives à l'égard de la population juive.
En 1954, les liaisons postales avec Israël sont interrompues et les Juifs libyens ne sont plus autorisés à se rendre en Israël alors que ceux qui y ont émigré, sont interdits de séjour en Libye. Les clubs sociaux et sportifs sont fermés. Un boycott des commerces juifs débute en mars 1957. Les Juifs sont harcelés par les autorités qui inspectent leurs logements pour vérifier qu'ils n'entretiennent pas de correspondance avec Israël. L'organisation de la communauté de Tripolitaine est dissoute en 1958, un commissaire musulman étant chargé de gérer les affaires de la communauté. L'école de l'Alliance israélite universelle ouverte depuis 1890 est fermée subitement en 1960. Le début des années 1960 est marqué par l'établissement d'autres mesures restrictives ; un décret dispose que tous ceux qui veulent s'engager dans des transactions commerciales doivent au préalable être munis d'un certificat de nationalité libyenne, document que les musulmans obtiennent sans difficulté mais qui est refusé aux Juifs. Le droit de vote leur est dénié, ils ne peuvent ni servir dans la fonction publique, ni dans l'armée, ne peuvent obtenir de nouvelles propriétés. Le gouvernement s'octroie le droit de saisir certains de leurs biens fonciers. Si un Juif veut partir à l'étranger, il doit le faire avec un document n'indiquant pas son origine libyenne et sans droit de retour. Les autorités du pays font aussi pression sur les compagnies pétrolières qui affluent en Libye à la suite de la découverte d'importantes ressources en hydrocarbures en 1958 pour qu'elles n'emploient pas de Juifs.
En 1964, des citoyens américains servant sur la Wheelus Air Base, une base aérienne établie à la suite d'un accord avec la Libye en 1954, se plaignent de devoir cacher leur judéité afin de ne pas subir le harcèlement des populations arabes locales, ceci avec l'assentiment des autorités militaires américaines qui font pression sur eux pour qu'ils affichent des sapins de Noël devant leurs maisons durant les fêtes de fin d'année afin de ne pas éveiller les soupçons.
Des membres de la communauté, dont un notable âgé de 84 ans qui n'a pas cédé à des tentatives d'extorsion, sont assassinés en 1963. Les autorités refusent de croire que le crime est le fait de musulmans, la victime étant connue pour ses donations à la cause arabe. Elle suspecte en premier lieu un rabbin à cause du sang retrouvé sur ces habits mais il s'avère être en fait un sacrificateur rituel (chohet). Les attaques contre les Juifs continuant, la police libyenne finit par appréhender le gang coupable des exactions composé de 10 Arabes et d'un Maltais qui sont sévèrement punis.

### La guerre des Six Jours, violences et exode

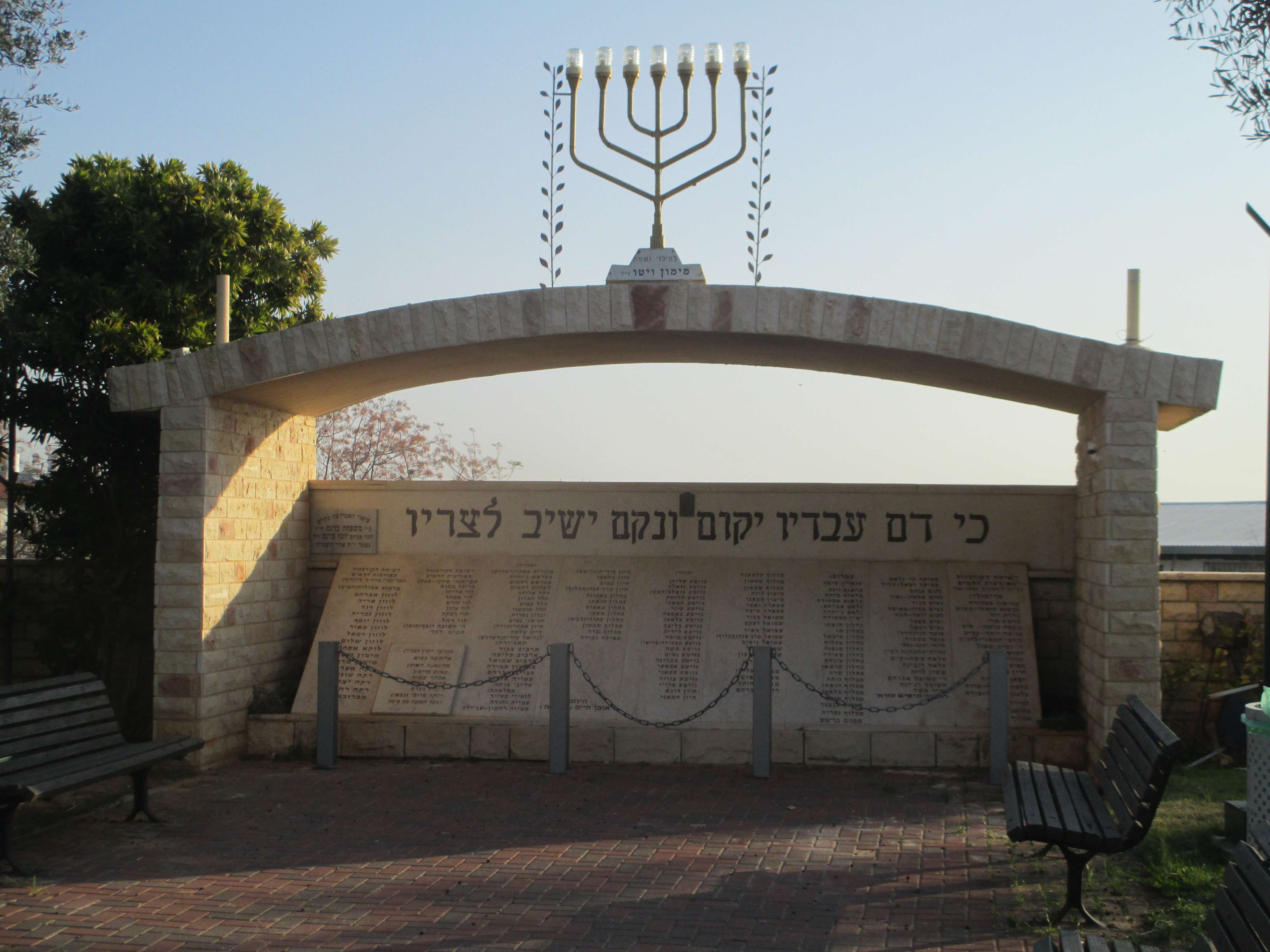
Mémorial pour les Juifs libyens à Netanya (Israël)

À la veille de la guerre des Six Jours, il reste entre 4 500 et 6 500 Juifs en Libye, la plupart habitent la capitale, Tripoli. Bien que la dégradation de leur situation depuis l'indépendance les ait préparés à l'éventualité d'un départ, le contexte de la guerre de 1967 qui voit la victoire fulgurante des Israéliens face à une coalition de pays arabes, prend de court la communauté. Dans les mois précédent la guerre, les discours enflammés de Gamal Abdel Nasser, le président égyptien qui appelle à la libération de la Palestine, et qui sont retransmis par la Voix des Arabes galvanisent l'opinion publique libyenne. À partir du 2 juin, le Jihad contre les Juifs est prêché dans les mosquées, le gouvernement déclare la semaine du 5 au 12 juin semaine pour la cause palestinienne et les Juifs sont sommés de contribuer à la levée de fonds initiée à cette occasion.
Le 5 juin, la journée débute normalement pour les familles juives mais à 9 heures du matin, la radio annonce que la guerre a été déclenchée. Les Juifs font alors tout pour se réfugier chez eux. Les manifestations programmées dans le cadre de la semaine pour la Palestine dégénèrent en émeutes antijuives. En quelques heures, les commerces des Juifs et des Italiens situés dans la vieille ville de Tripoli sont détruits par le feu. Les familles juives sont souvent séparées, les émeutes ayant surpris les Juifs sur leurs lieux de travail ou d'étude, et elles le restent parfois plusieurs semaines. La police, à peine équipée de bâtons, se montre incapable de maîtriser la situation ; l'état d'urgence et un couvre-feu sont instaurés. Ce jour-là, 60 % des biens de la communauté sont détruits et on évalue à dix le nombre de Juifs assassinés. Afin de ramener le calme, le gouvernement décide de regrouper les Juifs de Tripoli dans un camp à 4 km de la ville pour les protéger des émeutiers, ils y reçoivent la visite de la Croix-Rouge. À Benghazi, où il ne reste à cette époque plus que 300 Juifs, des mesures similaires sont prises ; pour les protéger des manifestants qui ont mis à feu leurs commerces, ils sont regroupés dans une caserne. Entre le 6 et le 9 juin, les exactions continuent, des synagogues sont détruites et des Juifs sont assassinés ; deux familles sont entièrement massacrées. Le président de la communauté décide de faire appel au mufti de Tripoli afin qu'il envoie des messages d'apaisement et, bien qu'il ne reçoive pas de réponse, les prêches prononcés le vendredi 9 juin ont diminué en violence.
Après consultation des responsables de la communauté, son président Lillo Arbib fait une demande auprès du gouvernement afin que les Juifs puissent être évacués temporairement car leur sécurité ne peut toujours pas être garantie sur place. La proposition est immédiatement acceptée par les autorités que cette demande arrange car elles savent que le départ de la minorité juive est l'unique moyen de pacifier la situation. Le 20 juin, le service des migrations donne une réponse positive après avoir produit au plus vite les documents de voyage nécessaires et la police se rend auprès des Juifs pour distribuer les visas de sortie. Les départs s'effectuent surtout par des vols réguliers ou charters de la compagnie Alitalia mais aussi à bord de navires. En théorie, les Juifs sont autorisés à retourner en Libye une fois les troubles terminés mais en pratique, seuls quelques Juifs évacués parviennent à retourner temporairement en Libye pour évaluer l'étendue de leurs pertes et les biens qui leur restent. L'UNHCR n’accorde le statut de réfugié qu’à quelques dizaines de personnes. L'évacuation a lieu entre le 26 juin et juillet, les déplacés sont accueillis dans deux camps en Italie, l'un à Latina près de Rome et l'autre à Capoue. Certains d'entre eux repartent immédiatement pour Israël.

### Sous le régime Kadhafi
Lorsque le colonel Kadhafi prend le pouvoir en 1969 après un coup d'État contre le roi Idris Ier, il reste moins de 600 Juifs en Libye. Les conséquences de son arrivée au pouvoir vont se faire rapidement sentir pour le restant de la communauté. On recense plusieurs cas de Juifs battus et jetés en prison sans raison. Tous les biens fonciers des Juifs sont confisqués et on leur promet une compensation illusoire. Les dettes contractées auprès d'eux sont annulées et leur émigration est officiellement interdite. Cependant des Juifs parviennent à s'exfiltrer hors du pays et, en 1974, il n'en reste plus que vingt en Libye.

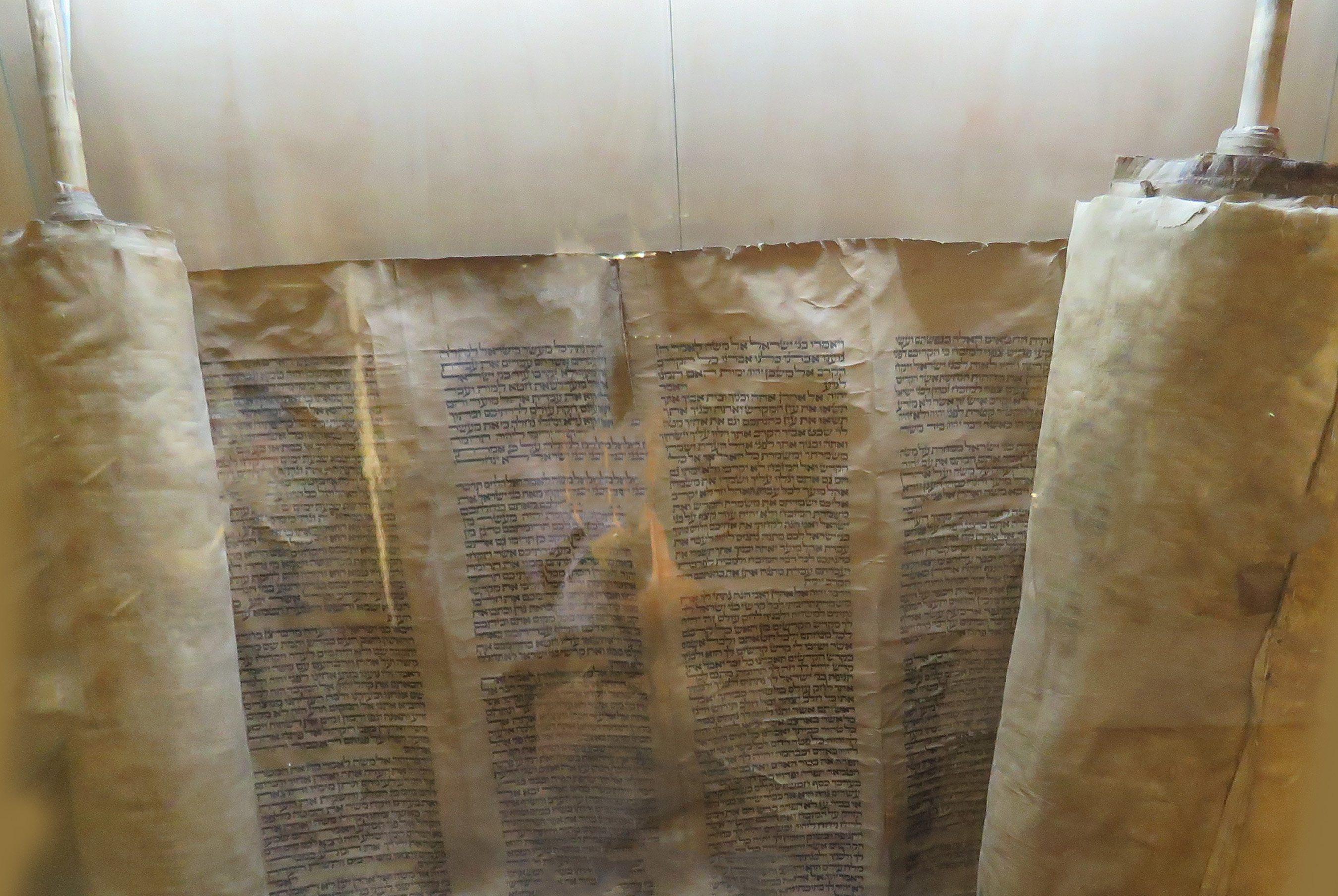
Rescapé, un rouleau de la Torah tripolitain du

Le gouvernement de la République arabe libyenne va aussi s'attacher à effacer les traces de la présence juive dans le pays. Le quotidien El-Raid, la voix officielle du nouveau régime indique dès 1969 : « C'est un devoir inévitable pour les conseils municipaux de Tripoli, Benghazi, Misurata, etc., de faire disparaître leurs [ceux des Juifs] cimetières immédiatement, et de jeter les corps de leurs morts, qui même dans le repos éternel souillent notre pays, dans les profondeurs de la mer. Là où leurs corps impurs reposent, ils devraient ériger des édifices, des parcs et des routes. Seulement ainsi, la haine du peuple arabe libyen contre les Juifs peut être apaisée. » Le régime suit cette politique, faisant détruire les quatre cimetières juifs de Tripoli, ceux de Benghazi et de Misurata, sans même prévenir les familles des défunts afin qu'elles aient la possibilité de transporter les corps. Dans la même lancée, 78 synagogues sont transformées en mosquées ou dans le cas de la grande synagogue de Benghazi en église copte. Khadafi fait raser l'ancienne synagogue Bouchaïf, destruction condamnée par l'UNESCO en 1985.
En 2002, celle que l'on croit être la dernière Juive du pays, Esmeralda Meghnagi, meurt. La même année, on découvre que Rina Debach, une femme octogénaire que sa famille, vivant en Italie, tient pour morte, vit encore dans une maison de retraite libyenne. Son départ marque officiellement la fin de la longue présence juive en Libye,.
En 2004, Kadhafi indique que le gouvernement libyen souhaite offrir une compensation aux Juifs dépossédés de leurs biens et forcés de fuir le pays, insistant cependant sur le fait que ceux ayant immigré en Israël ne seraient pas inclus dans ces mesures. Selon certains commentateurs, ce revirement partiel des Libyens est à porter au crédit de Saïf al-Islam Kadhafi, le fils du raïs considéré comme l'un de ses possibles successeurs qui, la même année, invite des Juifs d'origine libyenne en Libye, leur déclarant qu'ils sont libyens et les invitant à « quitter les terres qu'ils ont prises aux Palestiniens ». Le 9 décembre, le président libyen étend l'invitation à Moshe Kahlon, alors président de la Knesset et d'origine libyenne.
À l'occasion de la révolte libyenne de 2011, durant laquelle on assiste à un soulèvement visant à renverser le régime Kadhafi, deux femmes israéliennes d'origine libyenne déclarent être des parentes distantes de Kadhafi précisant que la grand-mère de ce dernier serait une Juive convertie mariée à un musulman. Une rumeur circulant au sein du mouvement rebelle libyen fait elle aussi état de supposées origines juives, le colonel libyen étant décrit comme le « fils d'une prostituée juive ». Par ailleurs, dans les zones contrôlées par les rebelles, de nombreux graffitis antisémites apparaissent, particulièrement sur les anciens bâtiments officiels, associant le régime Kadhafi aux Juifs et à Israël.

## Diaspora

### En Israël
Au total, 36 730 Juifs libyens ont fait leur Alya en Israël, dont 30 972 entre 1948 et 1951. Les derniers y émigrent juste après la guerre des Six Jours en 1967.

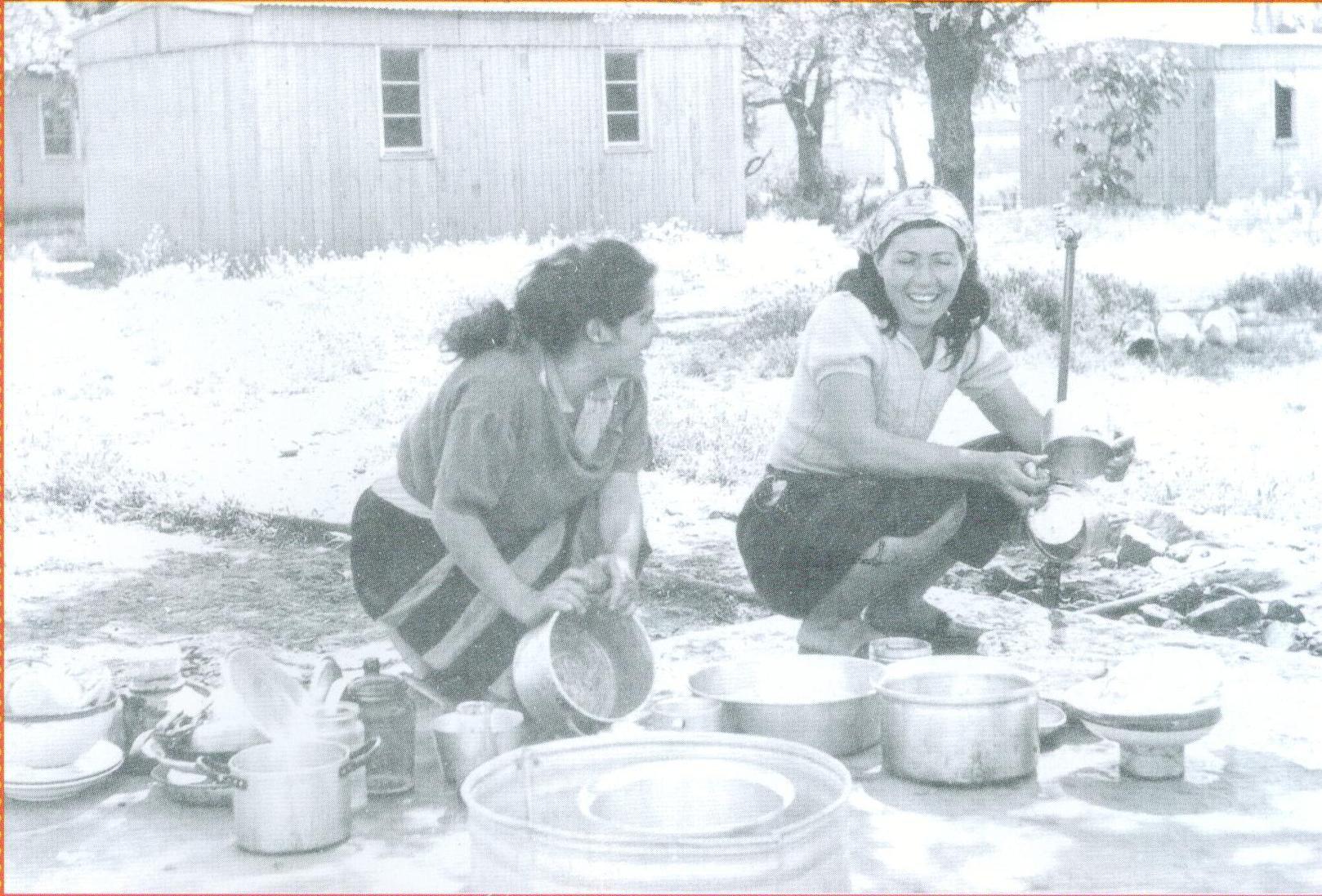
Scène de vie à Or Yehouda, en 1950.

Leur Alya s'inscrit dans le cadre plus large de l'arrivée des Juifs des pays arabes en Israël. Ils partagent de nombreuses caractéristiques culturelles et sociologiques avec les autres Juifs orientaux (Juifs marocains, yémenites) qui émigrent en même temps qu'eux. Ils ont une éducation limitée, des familles nombreuses, sont religieux, et attachés à leurs particularismes culturels, autant de traits qui différencient à l'époque ce que l'on appelle plus tard le « second Israël » de la population israélienne d'origine ashkénaze. L'intégration de la petite communauté libyenne va cependant s'opérer dans des conditions assez bonnes, en comparaison avec d'autres communautés originaires des pays arabes. Plusieurs facteurs expliquent ce succès : une éducation sioniste reçue en Libye dès l'époque de la colonisation italienne, le contexte politique de leur départ qui leur fait percevoir leur migration comme une libération et, enfin, le faible niveau socio-économique d'une population composée principalement de petits commerçants et d'artisans, qui leur fait accepter la dureté des conditions d'adaptation.

À leur arrivée, les Juifs libyens sont d'abord regroupés dans des ma’abarot, camps d’accueil supposément transitoires que les migrants finissent souvent par développer en villages ou en villes. Trois de ces camps se trouvent à proximité de Netanya et un autre vers Ashkelon. Le gouvernement, dans une optique d'aménagement du territoire, les encourage par ailleurs à fonder des moshavim (villages collectifs) et des kibboutzim. Quinze moshavim, dont huit sont affiliés au parti sioniste religieux Hapoel Hamizrahi, sont créés pour les migrants libyens qui sont nombreux à le rejoindre. Dans les années 2000, on compte 25 moshavim peuplés majoritairement d'habitants d'origine libyenne.

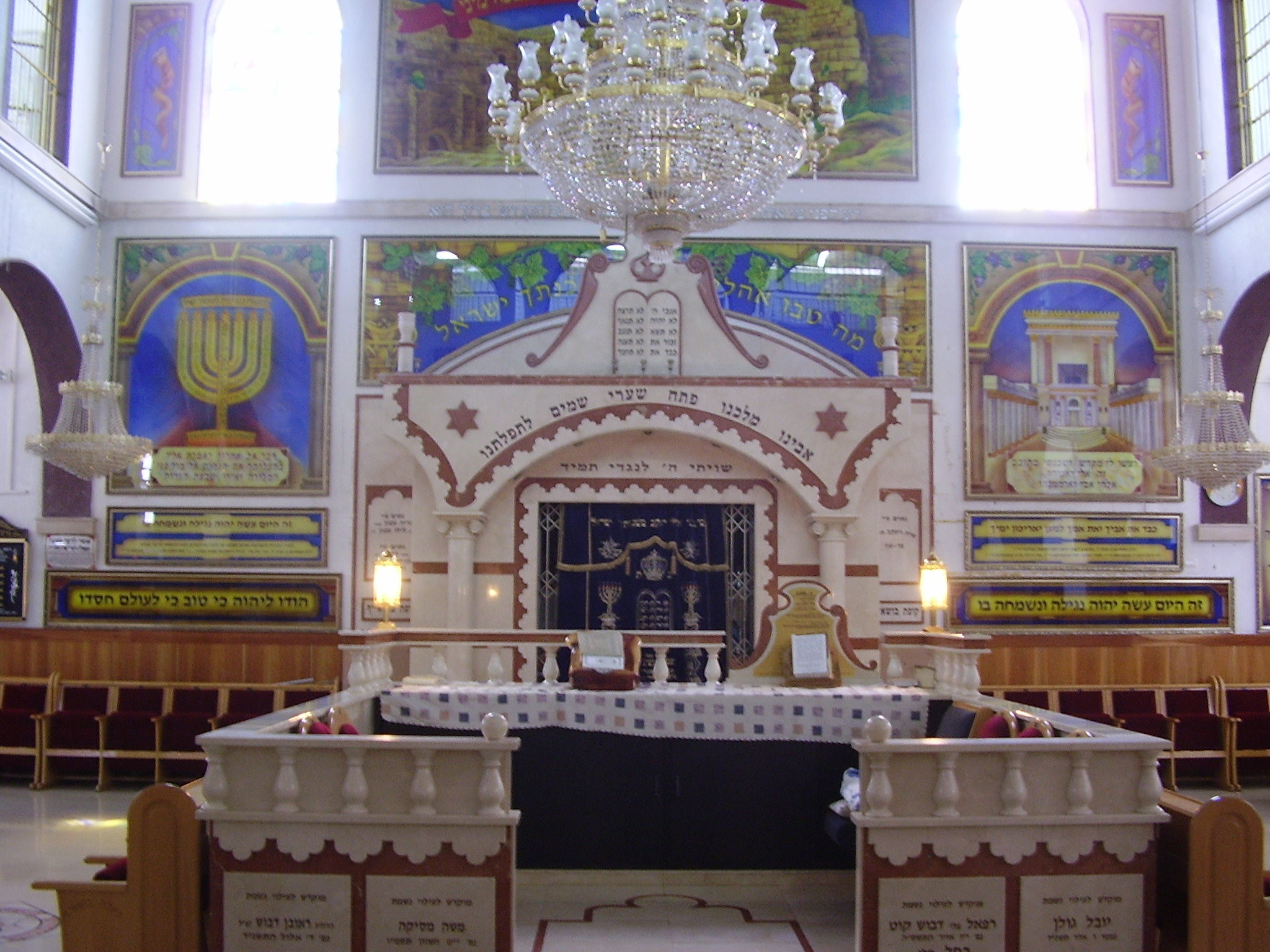
Intérieur de la synagogue Bouchaïf, à Zeitan (Israël)

On estime le nombre de Juifs d'origine libyenne en Israël à 120 000 de nos jours. Ils représentent environ 2 % de la population juive de ce pays. Le taux de mariages intracommunautaires est passé de 80 % pour la première génération à 18 % pour la troisième génération. Les niveaux d'éducation se sont sensiblement rapprochés de ceux de la population israélienne en général, avec une réussite particulièrement remarquable chez les femmes. Bien que l'on compte de nos jours des Juifs d'origine libyenne dans tous les secteurs d'activité du monde du travail, ils sont particulièrement représentés dans les métiers du bâtiment, l'agriculture, l'éducation, la vente en gros et au détail, le transport routier et le sport.
Il existe de nos jours une forte concentration de Juifs d'origine libyenne à Or Yehuda, non loin de Tel Aviv. Un centre pour le patrimoine du judaïsme libyen y a été ouvert en 2003, il retrace le parcours des migrants marqués par l'influence du sionisme religieux, leur engagement dans l’armée et leur intégration dans de nombreux moshavim. Dans l'un de ces villages a été reconstituée la synagogue Bouchaïf, sur le modèle de l’ancienne synagogue de Zliten qui accueillait les pèlerinages de Souccot et de Lag Ba'omer, et détruite par Khadafi. La synagogue actuelle remplit les mêmes fonctions, permettant en outre aux jeunes générations de renouer avec leurs racines.

### En Italie
L'exode de 1948 s'effectue presque intégralement en direction d'Israël. En revanche, en 1967, lorsqu'un pont aérien vers l'Italie est organisé pour secourir quelque 5 000 Juifs Libyens, entre 1 500 et 1 800 choisissent de rester dans la péninsule. Ils s'installent principalement à Rome, à Milan, à Livourne. Beaucoup de Juifs n'envisagent tout d'abord leur séjour en Italie que comme une situation temporaire : certains pensent retourner en Libye après les troubles ; un espoir qui est définitivement balayé après la prise de pouvoir du colonel Kadhafi en 1969, d'autres veulent partir s'installer en Israël ou en France, au Royaume-Uni et aux États-Unis afin de rejoindre leurs proches. À leur arrivée, ils ont le statut de réfugiés et attendent plusieurs années avant d'être naturalisés. Les autorités italiennes craignent en effet qu'ils ne demandent, comme les autres Italiens expulsés de Libye, une compensation à l'Italie pour leurs biens spoliés en Libye.
À Rome, la venue de ces Juifs d'Afrique du Nord revitalise la communauté juive locale, d'implantation ancienne mais démographiquement faible et fortement assimilée. Les « Libyens » fondent trois nouvelles synagogues et portent le nombre de boucheries cachères de une à huit. En 2007, les registres de la communauté de Rome indiquent que 777 de ses membres sont natifs de Libye, et si l'on inclut leurs descendants, ils forment le tiers de la communauté. Au total, on estime qu'il y a en Italie 4 500 Juifs d'origine libyenne en 2006. Ils se sont intégrés à la communauté juive italienne, les mariages « italo-libyens » sont courants et les nouvelles générations ont adopté la langue italienne au détriment de l'arabe. La pratique religieuse reste importante, renforcée par une structure familiale forte et de fréquents voyages des membres de la minorité libyenne en Israël où presque tous ont des parents.